# San Román de la Cuba
San Román de la Cuba es un municipio y localidad española de la provincia de Palencia, en la comunidad autónoma de Castilla y León. Se ubica en el valle del río Valdeginate, en la comarca natural de Tierra de Campos, y forma parte del partido judicial de Palencia.
Sus orígenes se remontan a la repoblación mozárabe que tuvo lugar en el reino de León entre los siglos IX y X, posiblemente como parte de una línea defensiva a lo largo del valle del Valdeginate. Previamente se tienen noticias de la ocupación de la zona durante el Paleolítico inferior y la época romana gracias al hallazgo en 1994 de bifaces achelenses y restos cerámicos, respectivamente.
Las primeras menciones históricas tuvieron lugar en el siglo XI gracias a la documentación del monasterio de Sahagún, en la que las distintas localidades de la zona forman parte de las relaciones interpersonales de los condes de Grajal y Cea con otras familias. Tras la muerte de Alfonso VII de León, Tierra de Campos pasó a formar parte de Castilla. Estuvo vinculada al monasterio de Sahagún, pero especialmente al de San Pedro de las Dueñas, con el que mantuvo relación hasta finales del siglo XIX. 
Es el lugar de nacimiento de Francisco Antonio Caballero, obispo de Segovia en 1683, presidente de la Real Audiencia y Chancillería de Valladolid e Inquisidor Apostólico. En el mismo siglo se erigió el actual edificio de la iglesia de San Juan Bautista, obra entre cuyo patrimonio artístico destacan varios retablos barrocos y una imagen de la Virgen de la Leche. Asimismo la localidad conserva varios ejemplos de arquitectura tradicional de Tierra de Campos como los palomares o las casetas de las eras.
Su economía se ha basado tradicionalmente en el sector primario, tal y como ya afirmaban Sebastián Miñano y Pascual Madoz en el siglo XIX, con el predominio contemporáneo de cultivos de secano como el trigo, la cebada y la alfalfa. Entre las celebraciones que tienen lugar a lo largo del año destacan las fiestas patronales de San Juan Bautista —a finales de junio—, San Román —a mediados de noviembre—, y la semana cultural, a principios de agosto.

## Toponimia
El topónimo de San Román de la Cuba parece proceder de la unión de, por un lado, el hagiotopónimo de San Román, cristiano martirizado a principios del siglo IV en Siria, y por otro de la palabra de origen árabe Qubba, en referencia a su posible origen como estructura defensiva, por lo que su significado sería San Román de la Atalaya o de la Torre.
Otras teorías señalan que el término «Cuba» hace referencia a su ubicación en un valle, por lo que su significado sería el de San Román de la Hondonada, o derivado del término latino cupa, con el significado de tonel.

## Geografía

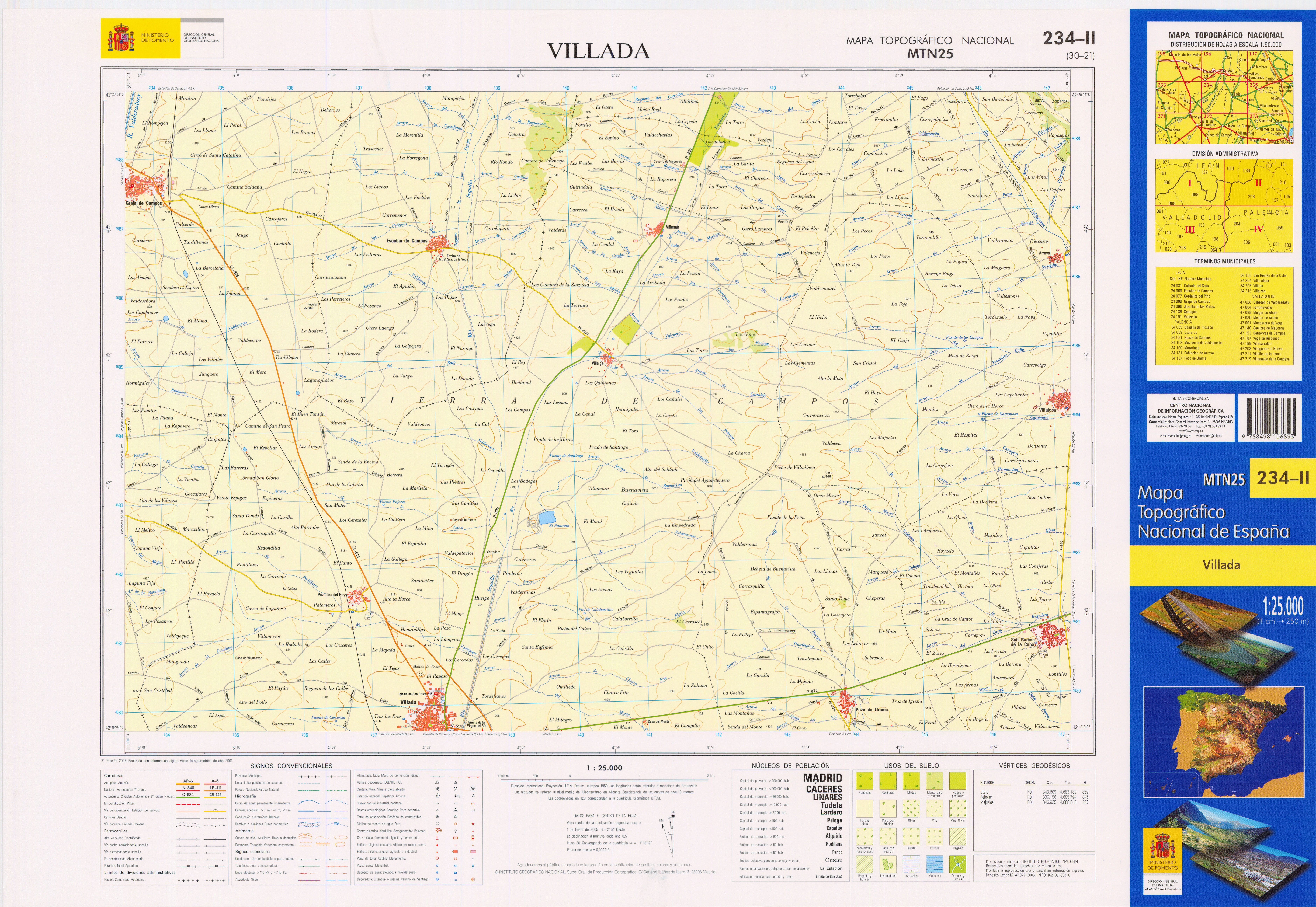
Fragmento de la hoja 234 del Mapa Topográfico Nacional de España en el que se representa parte del término municipal de San Román de la Cuba

### Ubicación
El término municipal de San Román de la Cuba, que abarca una superficie de 18,03 km², está situado en la zona centro-oeste de la provincia de Palencia, en el valle del río Valdeginate. Su territorio está representado en la hoja MTN50 (escala 1:50 000) 234 del Mapa Topográfico Nacional.
| Noroeste: Villalcón    | Norte: Villalcón | Noreste: Villalcón         |
| Oeste: Pozo de Urama   |                  | Este: Valle del Retortillo |
| Suroeste Pozo de Urama | Sur: Cisneros    | Sureste: Cisneros          |

### Orografía
El municipio se encuentra en la zona norte de Tierra de Campos, caracterizada por un relieve alomado de escasa pendiente, interfluvios suaves y valles fluviales de fondo plano, lo que origina un paisaje abierto y homogéneo. Su altitud media oscila entre los 860 m s. n. m., el punto más alto situado en la parte noroeste del municipio —en el entorno del vértice geodésico de Utero (869 m s. n. m.), ya en el término de Villalcón—, y los 800 m s. n. m., junto al cauce del río Valdeginate. A nivel general, San Román de la Cuba forma parte de la cuenca del Duero, depresión de origen terciario colmatada por materiales continentales que posteriormente fueron erosionados y recubiertos por sedimentos cuaternarios.
Edafológicamente, en sus suelos predominan los regosoles, compuestos por sedimentos de origen miocénico que se presentan en forma de arcillas rojizo-amarillentas. A nivel geológico los materiales que nos encontramos son áridos naturales del Cuaternario y limos arcillosos —utilizados tradicionalmente para la elaboración de adobes y ladrillos—.

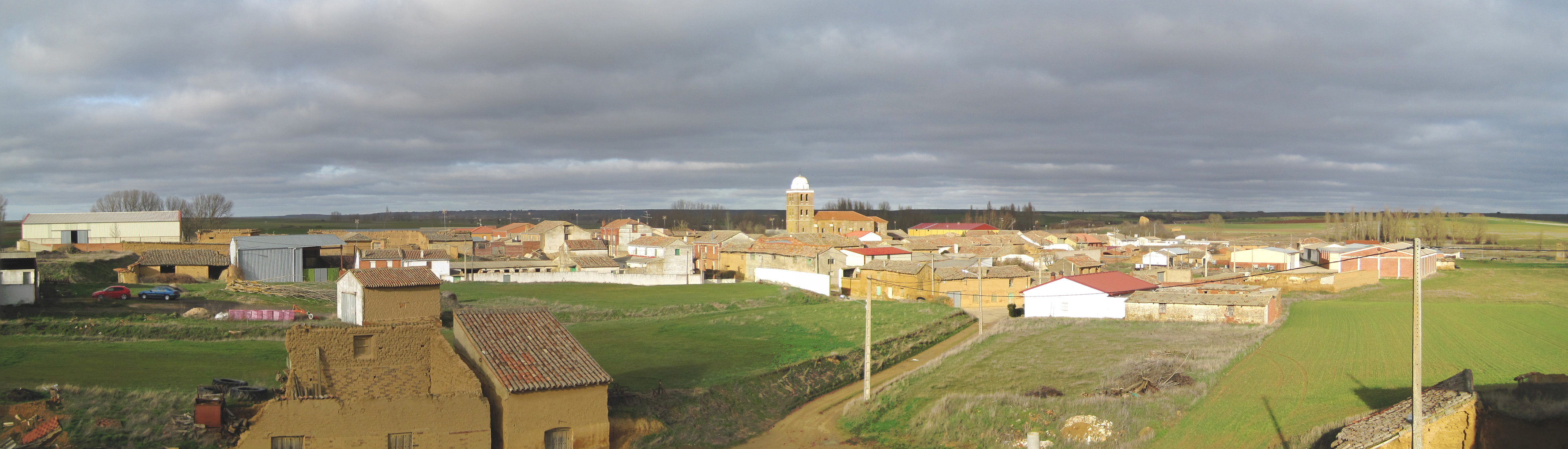
Vista panorámica de la localidad

### Hidrografía

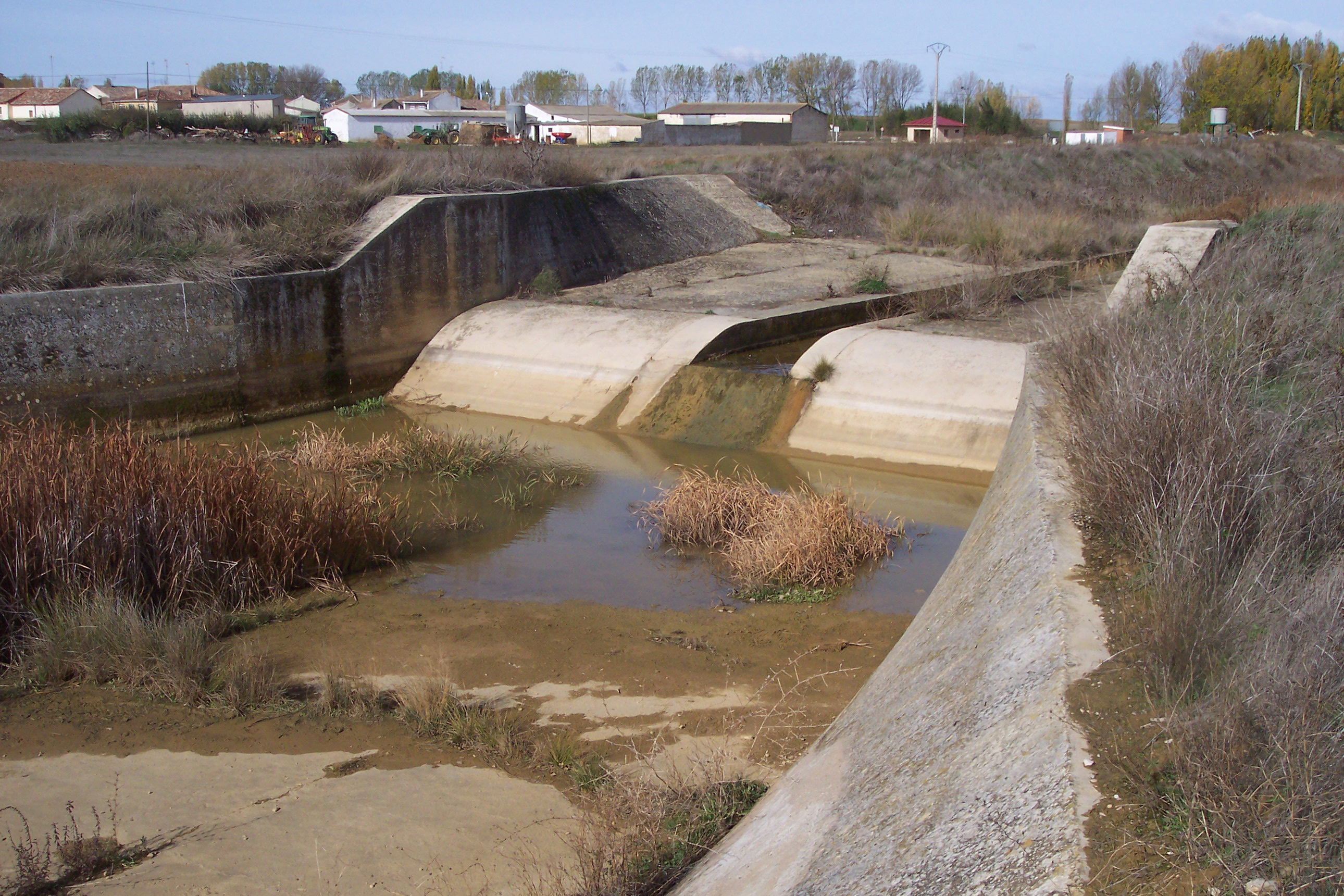
El río Valdeginate

El municipio se encuentra en la cuenca del río Valdeginate —afluente del río Carrión—, perteneciente a la cuenca hidrográfica del Duero. Sus cursos fluviales se caracterizan por la irregularidad de su caudal, con estiajes en época estival y crecidas en otoño e invierno debido a la lluvia. La red de drenaje, deficiente y con frecuente carácter endorreico, ofrece una red secundaria de escasa longitud; además del río Valdeginate, entre los diversos afluentes que desaguan en él están los arroyos de Valdecea o de la Regadera, del Ahorcado, del Anillo, de la Olaja y de la Artesa.

### Clima

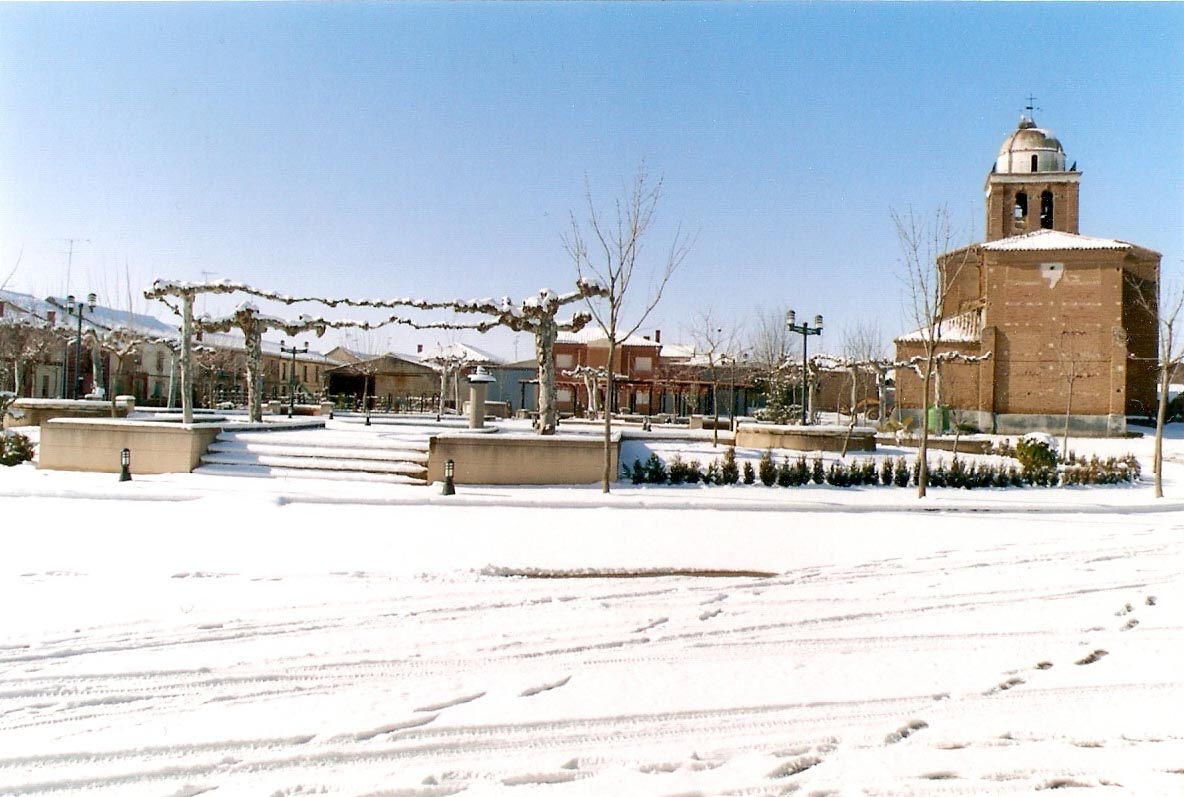
La plaza de España bajo la nieve

El clima en el municipio se clasifica como mediterráneo continentalizado, de inviernos fríos con frecuentes heladas, y veranos cálidos y secos. La oscilación térmica anual ronda los 15 °C mientras que la diaria supera en ocasiones los 20 °C. Las bajas precipitaciones se reparten de forma irregular a lo largo del año, con escasez de las mismas en verano, concentrándose al final del otoño, en los meses invernales y al principio de la primavera.
Según la clasificación climática de Köppen San Román de la Cuba se encuadra en la variante Csb, es decir, clima mediterráneo de veranos suaves, con la media del mes más cálido no superior a 22 °C, pero superándose los 10 °C durante cinco o más meses. Se trata de un clima de transición entre el mediterráneo (Csa) y el oceánico (Cfb). Sobre la base de los datos de las estaciones meteorológicas situadas en Palencia y Villalcón, a 42 y 3 kilómetros de distancia respectivamente, los parámetros climáticos promedio aproximados del municipio son los siguientes:
| Parámetros climáticos promedio de Palencia (temperaturas) y Villalcón (precipitaciones)                                           | Parámetros climáticos promedio de Palencia (temperaturas) y Villalcón (precipitaciones) | Parámetros climáticos promedio de Palencia (temperaturas) y Villalcón (precipitaciones) | Parámetros climáticos promedio de Palencia (temperaturas) y Villalcón (precipitaciones) | Parámetros climáticos promedio de Palencia (temperaturas) y Villalcón (precipitaciones) | Parámetros climáticos promedio de Palencia (temperaturas) y Villalcón (precipitaciones) | Parámetros climáticos promedio de Palencia (temperaturas) y Villalcón (precipitaciones) | Parámetros climáticos promedio de Palencia (temperaturas) y Villalcón (precipitaciones) | Parámetros climáticos promedio de Palencia (temperaturas) y Villalcón (precipitaciones) | Parámetros climáticos promedio de Palencia (temperaturas) y Villalcón (precipitaciones) | Parámetros climáticos promedio de Palencia (temperaturas) y Villalcón (precipitaciones) | Parámetros climáticos promedio de Palencia (temperaturas) y Villalcón (precipitaciones) | Parámetros climáticos promedio de Palencia (temperaturas) y Villalcón (precipitaciones) | Parámetros climáticos promedio de Palencia (temperaturas) y Villalcón (precipitaciones) |
| Mes | Ene.                                                                                    | Feb.                                                                                    | Mar.                                                                                    | Abr.                                                                                    | May.                                                                                    | Jun.                                                                                    | Jul.                                                                                    | Ago.                                                                                    | Sep.                                                                                    | Oct.                                                                                    | Nov.                                                                                    | Dic.                                                                                    | Anual                                                                                   |
| --- | --------------------------------------------------------------------------------------- | --------------------------------------------------------------------------------------- | --------------------------------------------------------------------------------------- | --------------------------------------------------------------------------------------- | --------------------------------------------------------------------------------------- | --------------------------------------------------------------------------------------- | --------------------------------------------------------------------------------------- | --------------------------------------------------------------------------------------- | --------------------------------------------------------------------------------------- | --------------------------------------------------------------------------------------- | --------------------------------------------------------------------------------------- | --------------------------------------------------------------------------------------- | --------------------------------------------------------------------------------------- |
| Temp. media (°C) | 4                                                                                       | 5.70                                                                                    | 7.60                                                                                    | 9.90                                                                                    | 13.70                                                                                   | 18.30                                                                                   | 21.90                                                                                   | 21.40                                                                                   | 18.50                                                                                   | 13.30                                                                                   | 7.80                                                                                    | 4.70                                                                                    | 12.2                                                                                    |
| Precipitación total (mm) | 50.10                                                                                   | 41.60                                                                                   | 30.90                                                                                   | 40                                                                                      | 52.90                                                                                   | 35.70                                                                                   | 18.50                                                                                   | 17.60                                                                                   | 36.10                                                                                   | 44                                                                                      | 52.90                                                                                   | 46.70                                                                                   | 467                                                                                     |
| Fuente: Ministerio de Agricultura, Alimentación y Medio Ambiente. Datos de precipitación (1961-2003) y de temperatura (1965-1990) |                                                                                         |                                                                                         |                                                                                         |                                                                                         |                                                                                         |                                                                                         |                                                                                         |                                                                                         |                                                                                         |                                                                                         |                                                                                         |                                                                                         |                                                                                         |

## Naturaleza
Flora
El término municipal de San Román de la Cuba está dentro del área de distribución del piso bioclimático supramediterráneo, por lo que su vegetación clímax son las especies marcescentes y las coníferas. Como en el resto de Tierra de Campos, presenta un terrazgo completamente humanizado, en el que las labores agrícolas han modificado tanto la orografía como el paisaje; por ello, desde tiempos históricos, su cubierta boscosa original —compuesta principalmente por encinas y quejigos— ha desaparecido. Asimismo, los cambios de los últimos años en las explotaciones agrícolas, con el uso generalizado de herbicidas y la supresión de las técnicas de barbecho, ha contribuido a este pérdida de diversidad vegetal.
La vegetación de cierto porte se limita a las riberas de los cauces fluviales, con especies como chopos y álamos. En algunos lindes, especies como sauces, espinos y frutales separan los campos de cultivo y forman pequeños islotes de vegetación. Por último, entre la vegetación herbácea hay especies como menta, hinojo, yezgo o gordolobo, a las que se añaden plantas comestibles y medicinales como asfodelo, acedera, ortiga mayor, draba y bolsa de pastor.
Fauna
Entre las especies que habitan, en mayor o menor medida, el término municipal hay mamíferos como el conejo, la liebre o el zorro, pero sobre todo aves; así están presentes el milano real, el ratonero común, el alcaraván, la alondra, la urraca, el cuervo, la perdiz y, de manera destacada, la avutarda, especie vulnerable a nivel internacional que tiene en Tierra de Campos una de sus principales zonas de asentamiento en la península ibérica.

## Historia

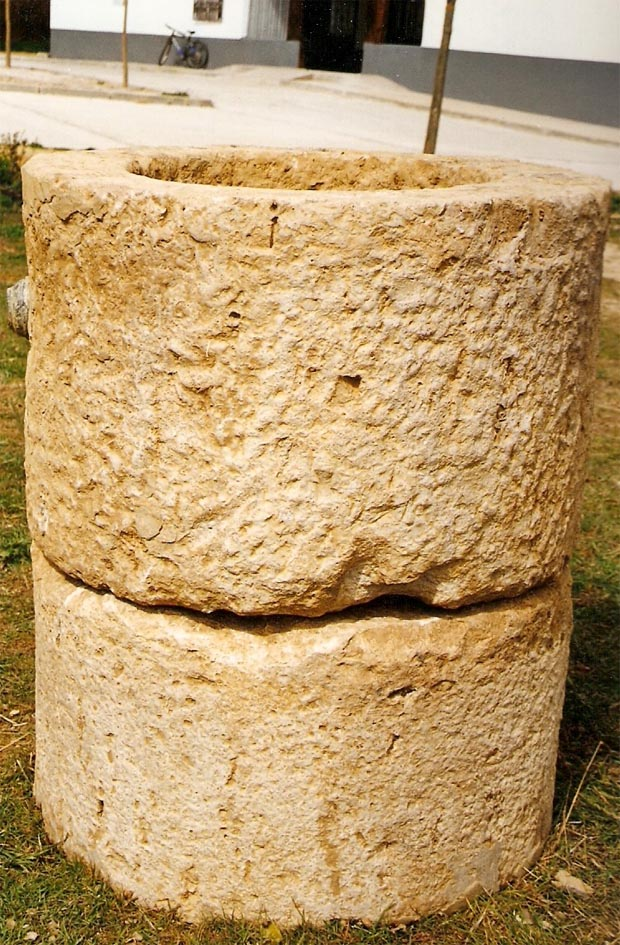
Dos de los anillos que conformaban el antiguo pozo

### Prehistoria y Edad Antigua
La ocupación humana de la zona se remonta al Homo heidelbergensis, cuya industria lítica achelense fue hallada en San Román de la Cuba en 1994: se trata de bifaces del Alto del Convento y cantos trabajados, bifaces y raederas del Alto de los Hurtos, todos ellos correspondientes al Paleolítico inferior. De los siguientes periodos del Paleolítico —Medio y Superior— no existen datos en la zona, posiblemente por la incidencia de las glaciaciones de Riss y Würm. La presencia de grupos humanos en su entorno durante la Edad de los Metales queda constatada por varios yacimientos: correspondiente al periodo calcolítico en el pago «El Mudo-Las Quintanas», en el propio municipio, y en Abastas; de la Edad del Bronce en Abastas, Cisneros y Villalcón; y de la Edad del Hierro en Cisneros.
Al finalizar esa última etapa, la zona central de la cuenca del Duero estuvo ocupada por los vacceos, que en la provincia de Palencia ocuparon el territorio comprendido entre los ríos Carrión y Cea, y si bien en San Román de la Cuba no se han hallado restos de ese periodo, sí ha sido así en los cercanos yacimientos de «Castro Muza», en Calzadilla de la Cueza, y «La Ciudad», en Paredes de Nava. Con la llegada de la romanización es mayor el número de evidencias arqueológicas tanto en el municipio como en su entorno. Así, dentro del término municipal fueron hallados restos cerámicos de época tardorromana en el pago «El Mudo-Las Quintanas» y es posible que un antiguo pozo de piedra perteneciera a este periodo. En los alrededores se encuentran la villa romana La Tejada y la localidad de Cisneros, en la cual pudo estar la mansio Equosera. Fue parte del convento Cluniacense y por sus cercanías discurrían tres vías de comunicación: la que comunicaba Asturica Augusta (Astorga) con Burdigala (Burdeos), la que discurría entre Cervatos de la Cueza y Zamora, y una tercera entre Viminacium (Castro Muza) y Clunia.

### Edad Media
Tras el colapso del mundo romano, la mayor parte de la Península quedó en manos de los visigodos. A pesar de no contar con datos arqueológicos en la zona, según los historiadores hubo presencia de población visigoda, no tanto en núcleos de población, sino mediante un hábitat itinerante y una economía agraria de rotación. A principios del siglo VIII se produjo la conquista musulmana de la península ibérica; la presencia de los conquistadores en la zona fue escasa y breve en el tiempo debido, entre otras razones, a las malas cosechas, a las campañas militares de Alfonso I de Asturias y al estallido de la guerra civil entre bereberes y árabes en el sur peninsular. Por este motivo, la cuenca del Duero se convirtió en un territorio de paso, controlado por cristianos o musulmanes según las circunstancias.

El avance de la monarquía asturiana hacia el sur durante el propició el surgimiento de la mayoría de poblaciones de Tierra de Campos

En el siglo IX, y gracias al avance de la monarquía asturiana hasta la línea del Duero, comenzó un proceso de repoblación —espontáneo al principio y posteriormente de carácter oficial— durante el cual debieron surgir la mayoría de núcleos de población del entorno de San Román de la Cuba. Este proceso fue especialmente intenso desde el reinado de Alfonso III de Asturias y contó con la aportación de población procedente del norte de la cordillera Cantábrica y, especialmente, mozárabes del sur. En esta zona el principal foco de repoblación estuvo en torno a la abadía de Sahagún, fundada en 872. La presencia mozárabe está constatada a través de los topónimos, especialmente en los valles de los ríos Sequillo y Templarios. En ese contexto pudo fundarse San Román de la Cuba, quizás como parte de una línea defensiva a lo largo del valle del Valdeginate en la cual también se incluían las localidades de Población de Arroyo, Arroyo, Villalcón, Pozo de Urama y Cisneros. Este hecho explicaría la presencia de la Orden de Santiago en la localidad, por entonces con posesiones de carácter defensivo también en Santibáñez de Resoba y Saldaña. La construcción de toda esta infraestructura militar pudo responder a la inseguridad del territorio, especialmente a finales del siglo X con las correrías de Almanzor.
Durante el siglo XI, periodo de disputas entre los reinos de León —al que pertenecía San Román de la Cuba— y de Castilla, se producen las primeras menciones históricas de la localidad gracias a la abundante documentación del monasterio de Sahagún; en concreto aquellos documentos referidos a la familia de los condes de Grajal y Cea, Gutier Alfonso y Munio Alfonso. En ellos están reflejadas las relaciones entre los condes y otras familias, con los distintos pueblos de la comarca como protagonistas; así parte de San Román de la Cuba se cita como propiedad de los mismos. Uno de estos personajes fue la condesa Mummadona, que según la documentación poseyó un palacio en la localidad.
Sin embargo, en el siglo XII las referencias históricas a San Román de la Cuba son escasas debido, posiblemente, a los conflictos políticos y sociales de los últimos años del reinado de Alfonso VI de León y a la implantación del fuero de Sahagún en 1085. Esto supuso un avance del proceso de feudalización, lo que provocó el descontento de la población y, tan solo dos años después de su implantación, los monjes se quejaron al rey de que el fuero no era respetado. La población comenzó una revuelta y cometió todo tipo de atropellos como muerte de judíos, incautación de bienes o destrucción de palacios. Con la llegada del nuevo monarca Alfonso VII de León concluyó la misma y se concedió un perdón general a los habitantes de, entre otros lugares, el valle de Cisneros. Tras la muerte del monarca, Tierra de Campos quedó dentro del reino de Castilla y fue testigo de luchas y acuerdos entre ambos reinos hasta su unión definitiva en 1230.

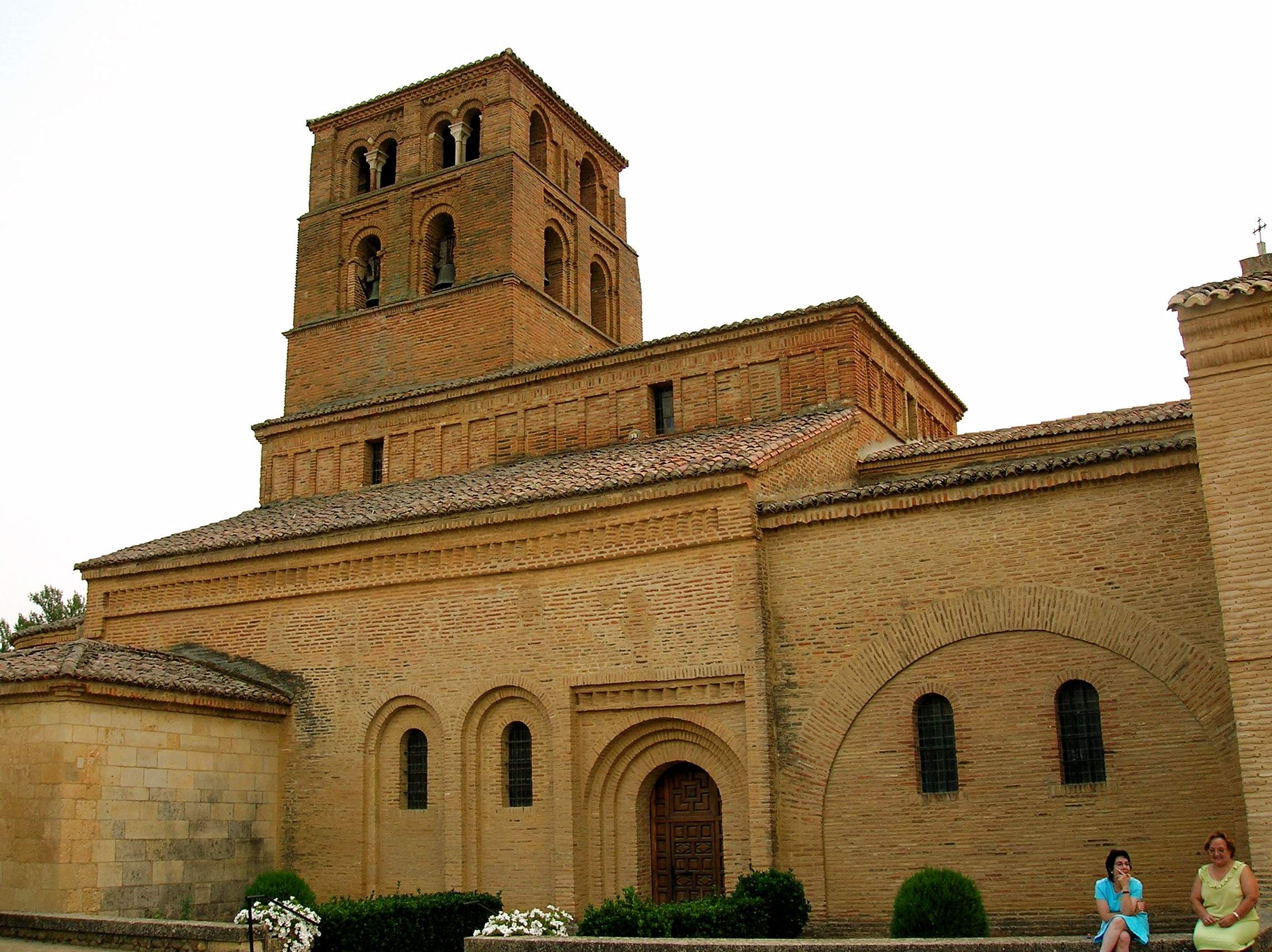
Parte de San Román de la Cuba estuvo vinculado al monasterio de San Pedro de las Dueñas hasta finales del

En el siglo XIII, según el Becerro de Presentaciones, San Román de la Cuba poseía dos iglesias, la de San Román —perteneciente al monasterio de Sahagún, que perduró hasta 1896 y posteriormente fue usada como palomar, siendo sus restos aún visibles— y la de San Juan —perteneciente al monasterio de San Pedro de las Dueñas—. La vinculación con este último se documenta desde, al menos, 1290 hasta 1893.

Sant Roman de la Cuba duas iglesias: Sant Roman, de Sant Fagund; Sant Iohan, de Sant Pedro de las Duennas. Dan terçia al prestamero el dean; e quatro maravedis en procuraçion; e quatro sueldos en carnero; e terçia a la fabrica; e terçia a los sennores; e sirven per capellan.

A mediados del siglo XIV, según el Becerro de las Behetrías, San Román de la Cuba se incluía dentro de la merindad menor de Carrión, pertenecía al obispado de León y era behetría de Juan Alonso Girón, hijo de Gonzalo Ruiz Girón.

### Edades Moderna y Contemporánea
A la caída del Antiguo Régimen quedó constituido en ayuntamiento constitucional del mismo nombre, y tal como cita Sebastián Miñano en su Diccionario geográfico y estadístico de España y Portugal (1826-1829), pertenecía al partido de Carrión así como al obispado de León. Su población era de 170 habitantes y producía grano, legumbres, vino y ganados. Años más tarde, Pascual Madoz en su Diccionario geográfico-estadístico-histórico de España y sus posesiones de Ultramar (1845-1850), lo sitúa ya dentro del partido de Frechilla, con 333 almas (habitantes) y una economía basada igualmente en la agricultura de trigo, cebada, centeno, avena y vino, la ganadería lanar y la caza de perdices, liebres y conejos. A lo largo del siglo XIX continuó su crecimiento demográfico y superó los 450 habitantes en la segunda década del siglo XX. Sin embargo, y al igual que ocurrió en el resto de España, San Román de la Cuba sufrió las consecuencias del éxodo rural hacia las ciudades en busca de nuevas oportunidades de trabajo perdiendo casi 200 habitantes entre 1960 y 1981. En 1955 el municipio pasó a depender eclesiásticamente de la diócesis de Palencia y desde 1967 se integró en el partido judicial de Palencia tras la desaparición del de Frechilla.

## Demografía
Cuenta con una población de 53 habitantes (INE 2024). La población residente alcanzó su cifra más alta a principios del siglo XX, pero desde mediados del mismo se ha registrado un descenso progresivo de población como consecuencia del envejecimiento de la población, la escasez de nacimientos y la emigración hacia núcleos más dinámicos debido a la falta de trabajo.

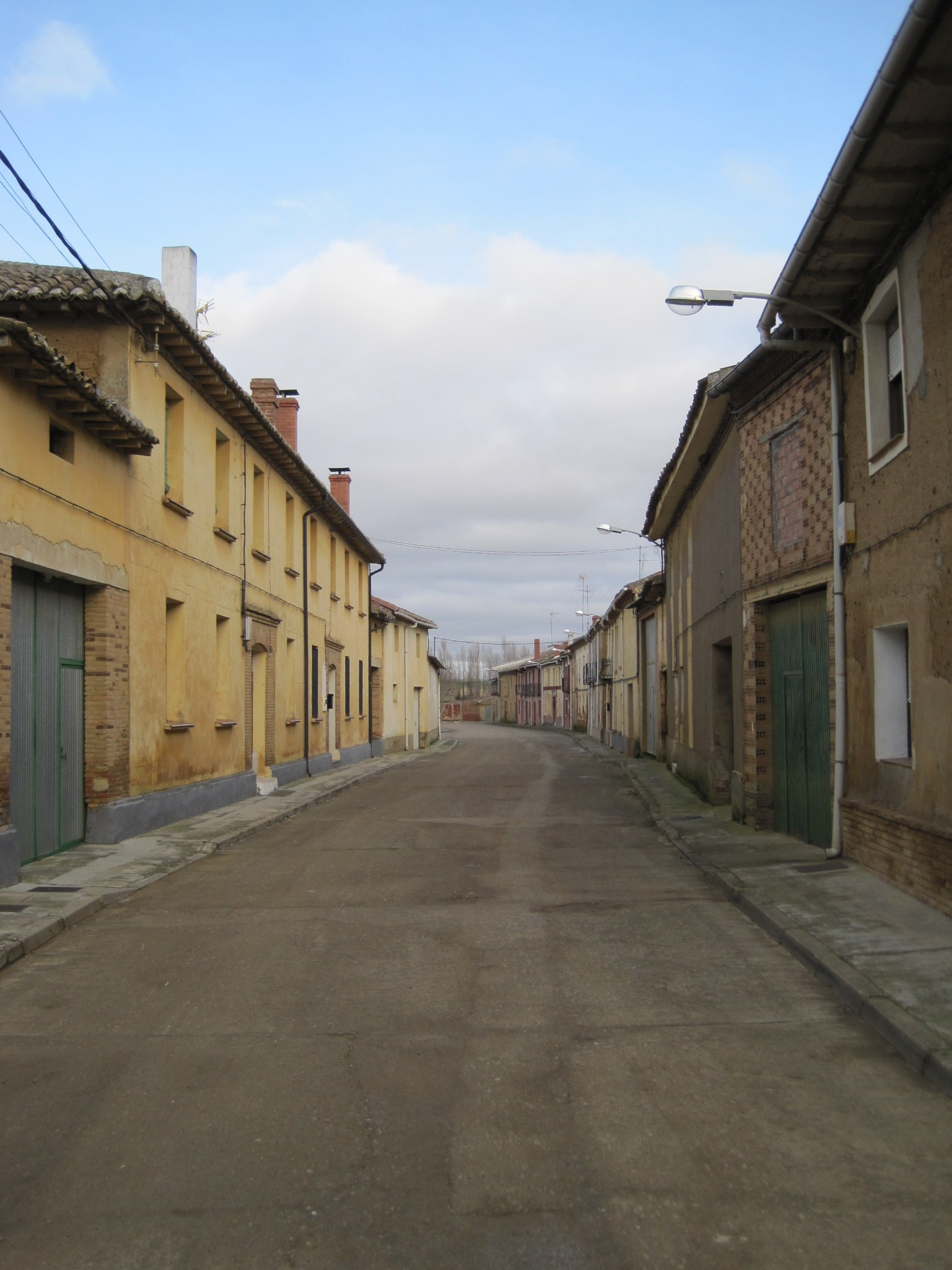
Vista de la calle Calvo Sotelo

Pirámide de población
Los datos de la pirámide de población de 2019 se pueden resumir así:
- La población menor de 20 años es el 1,64 % del total.
- La comprendida entre 20-40 años es el 19,67 %.
- La comprendida entre 40-60 años es el 34,43 %.
- La mayor de 60 años es el 44,26 %.

Evolución demográfica
| Gráfica de evolución demográfica de San Román de la Cuba entre 1842 y 2021                                            |
| |
| Población de derecho según los censos de población del INE. Población de hecho según los censos de población del INE. |

## Transporte y comunicaciones
Parque de vehículos de motor

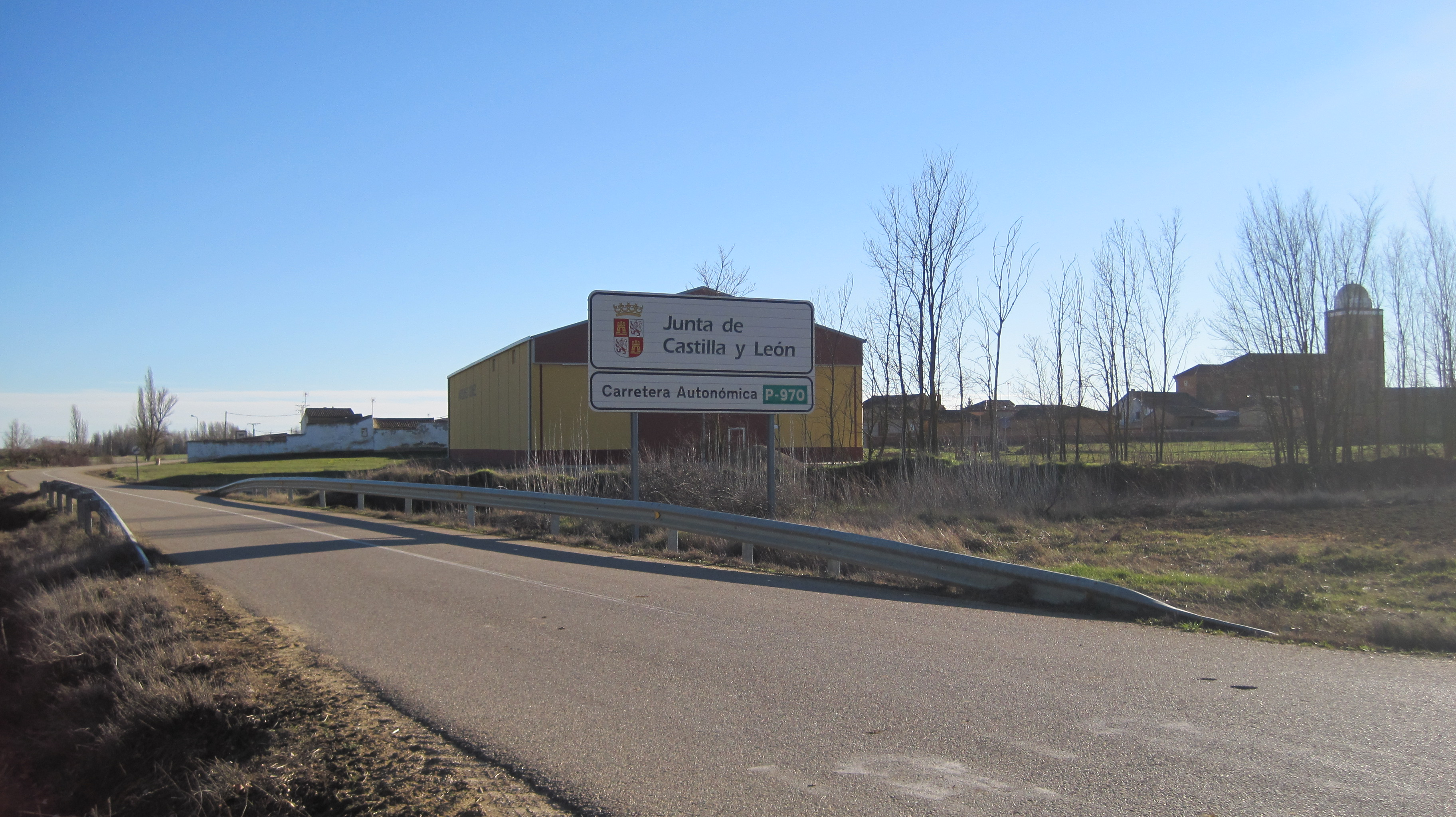
La carretera P-970 a su paso por la localidad

En 2011, el municipio contaba con un total de 74 vehículos de motor, que representa un índice de 700 automóviles por cada 1000 habitantes. El punto de Inspección Técnica de Vehículos más cercano se encuentra en el polígono industrial de Palencia.
| Tipo de vehículo       | Cantidad |
| Automóviles            | 63       |
| Camiones               | 7        |
| Motocicletas           | 1        |
| Autobuses              | 0        |
| Tractores industriales | 0        |
| Otros vehículos        | 3        |
| Total                  | 74       |

Red viaria

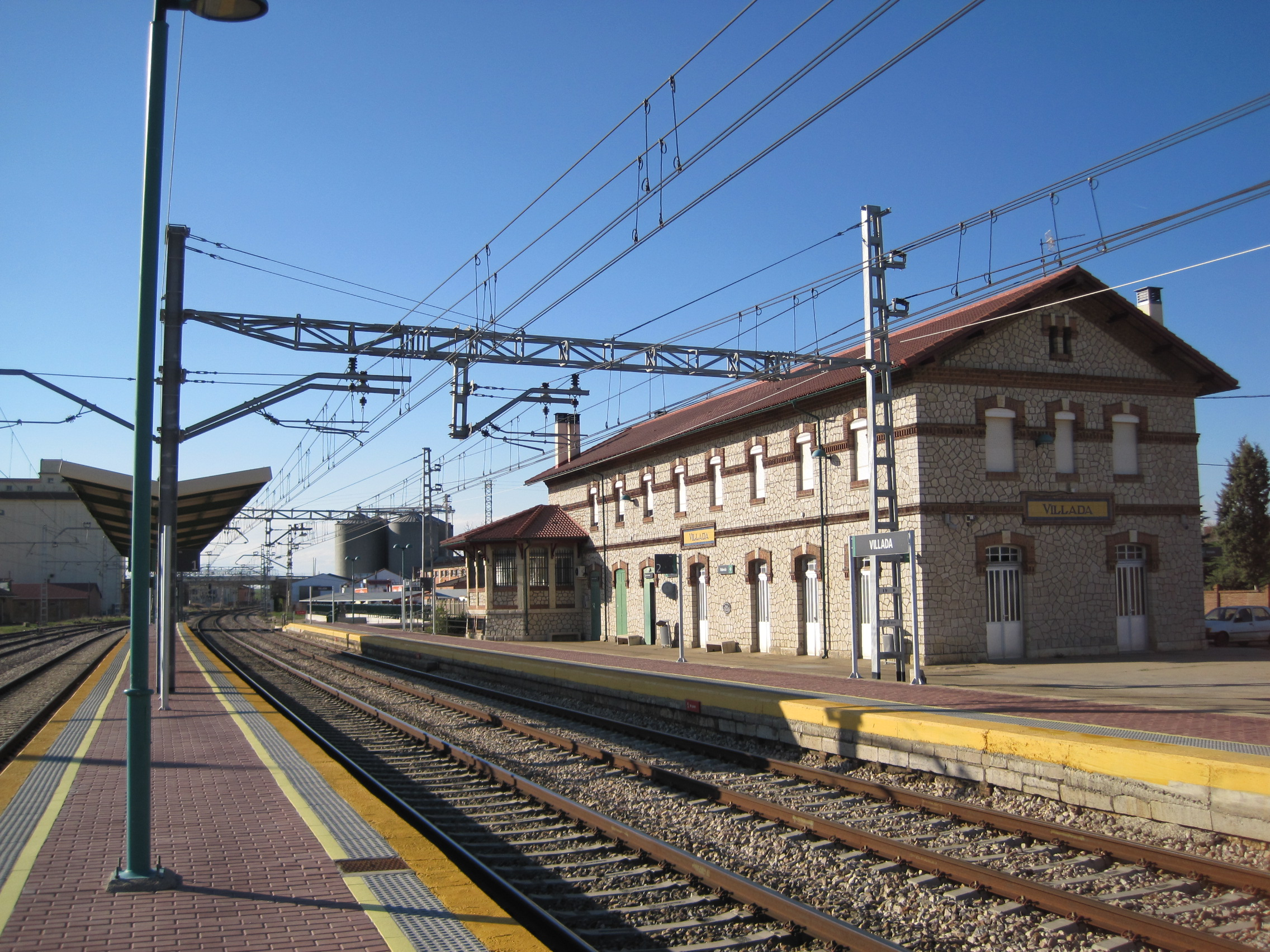
La estación de Villada es la más cercana al municipio para el transporte por ferrocarril

San Román de la Cuba está conectado con otras localidades de la comarca a través de dos viales de la red secundaria:
| Identificador | Denominación         | Itinerario                                     |
| ------------- | -------------------- | ---------------------------------------------- |
| P-970         | Carretera provincial | Discurre entre Ledigos y Frechilla.            |
| P-972         | Carretera provincial | Discurre entre Villada y Cervatos de la Cueza. |

Por otro lado, a pesar de no estar integrado en la red principal de carreteras, el municipio tiene conexión cercana con varios viales de esta última. Así, por Ledigos (11 km) discurre tanto la A-231 como la N-120, que unen León y Burgos, y por Cisneros (4 km) discurre la CL-613, que enlaza Palencia con Sahagún.
Otros medios
Para el transporte por ferrocarril la estación más cercana es la de Villada, a 9 km, que ofrece servicios de Media Distancia a León, Ponferrada, Valladolid, Medina del Campo y Madrid. Por su parte, para el transporte aéreo, las opciones más cercanas son los aeropuertos de Valladolid y León, situados a 83 y 90 km respectivamente.

## Economía

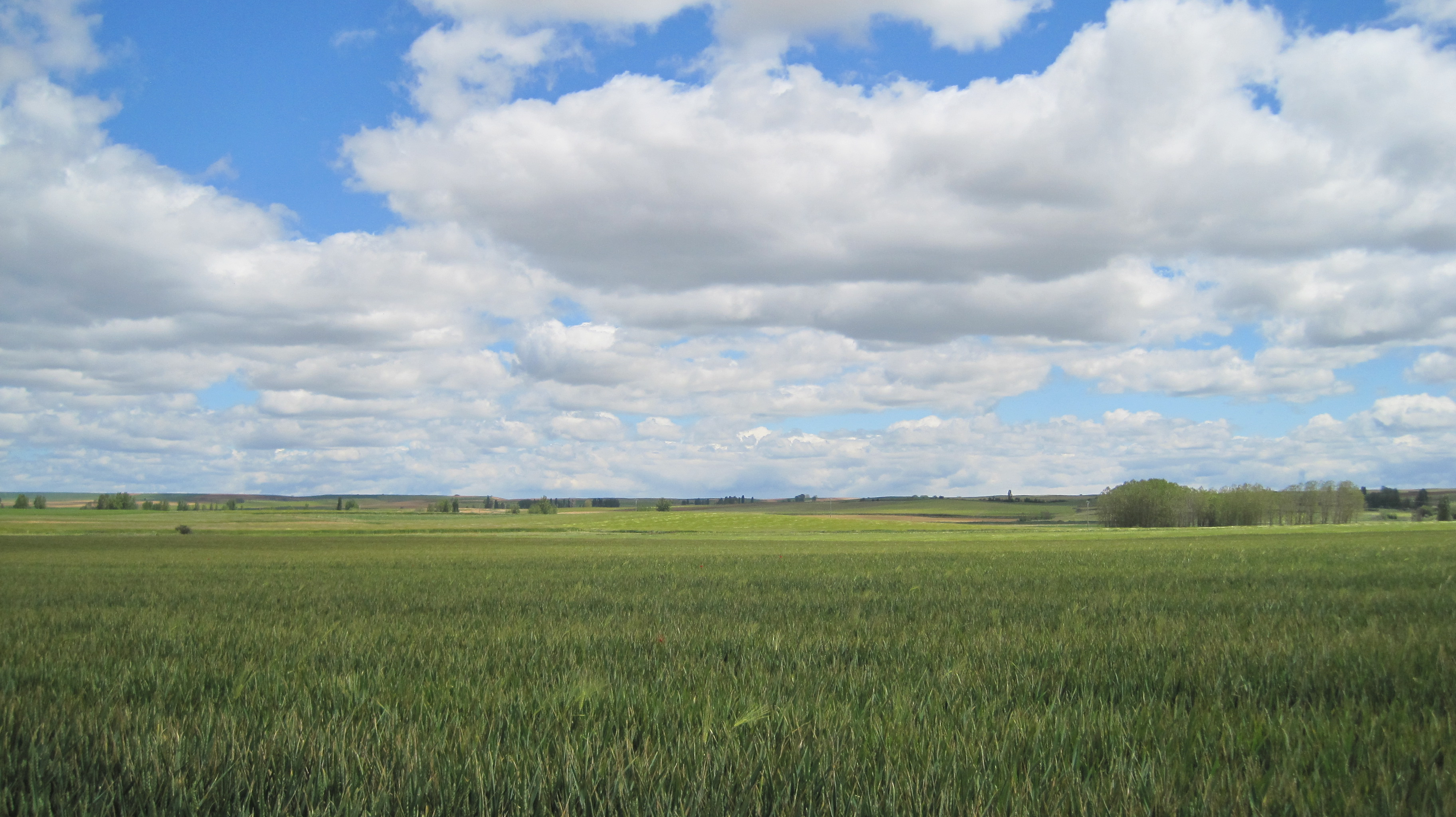
Campos de cultivo en los alrededores de la localidad

El sector primario siempre ha tenido un peso importante en la economía del municipio y así el 90 % de los trabajadores se inscriben en este sector. Los cultivos mayoritarios son de trigo, cebada, alfalfa y girasol en agricultura de secano extensiva. Respecto a la distribución del suelo, los terrenos municipales se reparten de la siguiente forma: herbáceos (93,16 %), forestales (0,24 %), pastos (1,56 %), leñosos —viñedos— (0,13 %) y otros espacios (4,90 %). El sector secundario no está presente en el municipio y al sector servicios están adscritos dos trabajadores, el 10 % del total. De este, siete son autónomos y 13 trabajan por cuenta ajena. En cuanto al desempleo, en marzo de 2020 afectaba a una persona.

## Símbolos
Escudo
El escudo heráldico municipal fue aprobado el 16 de agosto de 2010 y publicado en el Boletín Oficial de Castilla y León el 4 de octubre del mismo año. Su descripción la siguiente:

Escudo cortado. 1º de gules, una torre de plata, mazonada y aclarada de sable, acompañada a la diestra de un bifaz de plata y a la siniestra de una venera del mismo metal. 2º de sinople, un haz de tres espigas de oro. Al timbre corona real española.

De los dos cuarteles, el primero hace referencia a distintos momentos en la historia del municipio: su origen como posible atalaya defensiva se representa a través de la torre, los hallazgos prehistóricos mediante el bifaz, y el paso de un ramal del Camino de Santiago Francés así como su relación con otras localidades del Camino, especialmente Sahagún, a través de la venera. En cuanto al segundo cuartel, las espigas hacen referencia a la agricultura como su principal base económica.
Bandera
La bandera fue aprobada y publicada al mismo tiempo que el escudo y presenta la siguiente descripción:

Bandera rectangular, de proporciones 2:3, cuartelada en cruz, siendo el primer cuartel rojo, el segundo blanco, el tercero amarillo y el cuarto verde. En el centro se situará el escudo timbrado de la localidad, en sus colores, de una altura equivalente a 1/2 de la anchura de la bandera.

## Administración y política
Administración municipal
La administración local del municipio se realiza a través de un ayuntamiento de gestión democrática, cuyos componentes se eligen cada cuatro años por sufragio universal. El censo electoral está compuesto por todos los residentes empadronados en San Román de la Cuba, mayores de 18 años y con nacionalidad de cualquiera de los países miembros de la Unión Europea. Según lo dispuesto en la Ley del Régimen Electoral General, que establece el número de concejales elegibles en función de la población del municipio, la Corporación Municipal está formada por tres ediles (cinco anteriormente), los cuales se han distribuido de la siguiente forma en los últimos años:
| Partido político | 1979    | 1979       | 1983    | 1983       | 1987  | 1987       | 1991    | 1991       | 1995    | 1995       | 1999    | 1999       |
| Partido político | % votos | concejales | % votos | concejales | votos | concejales | % votos | concejales | % votos | concejales | % votos | concejales |
| PP               | -       | -          | 53,39   | 5          | 55,93 | 5          | 52,58   | 5          | 58,76   | 5          | 63,64   | 5          |
| PSOE             | -       | -          | -       | -          | -     | -          | -       | -          | -       | -          | -       | -          |
| Independiente    | 58,33   | 5          | -       | -          | -     | -          | -       | -          | -       | -          | -       | -          |

| Partido político | 2003    | 2003       | 2007    | 2007       | 2011    | 2011       | 2015    | 2015       | 2019    | 2019       |
| Partido político | % votos | concejales | % votos | concejales | % votos | concejales | % votos | concejales | % votos | concejales |
| PP               | 57,89   | 5          | 53,25   | 5          | 82,61   | 2          | 66,04   | 3          | 77,55   | 3          |
| PSOE             | 23,68   | 0          | 24,68   | 0          | 14,49   | 1          | 18,87   | 0          | 8,16    | 0          |

| Periodo   | Nombre del alcalde         | Partido político |
| --------- | -------------------------- | ---------------- |
| 1979-1983 | Juan María Díez Rojo       | Independiente    |
| 1983-1991 | Maribel Díez Rojo          | PP               |
| 1991-2003 | José María Areños Tejerina | PP               |
| 2003-2011 | Jesús Ángel García Díez    | PP               |
| 2011-2015 | Roberto Calzada Rojo       | PP               |
| 2015-2023 | José María Areños Tejerina | PP               |
| 2023-     | Sara Pastor Rodríguez      | PP               |

Administración judicial

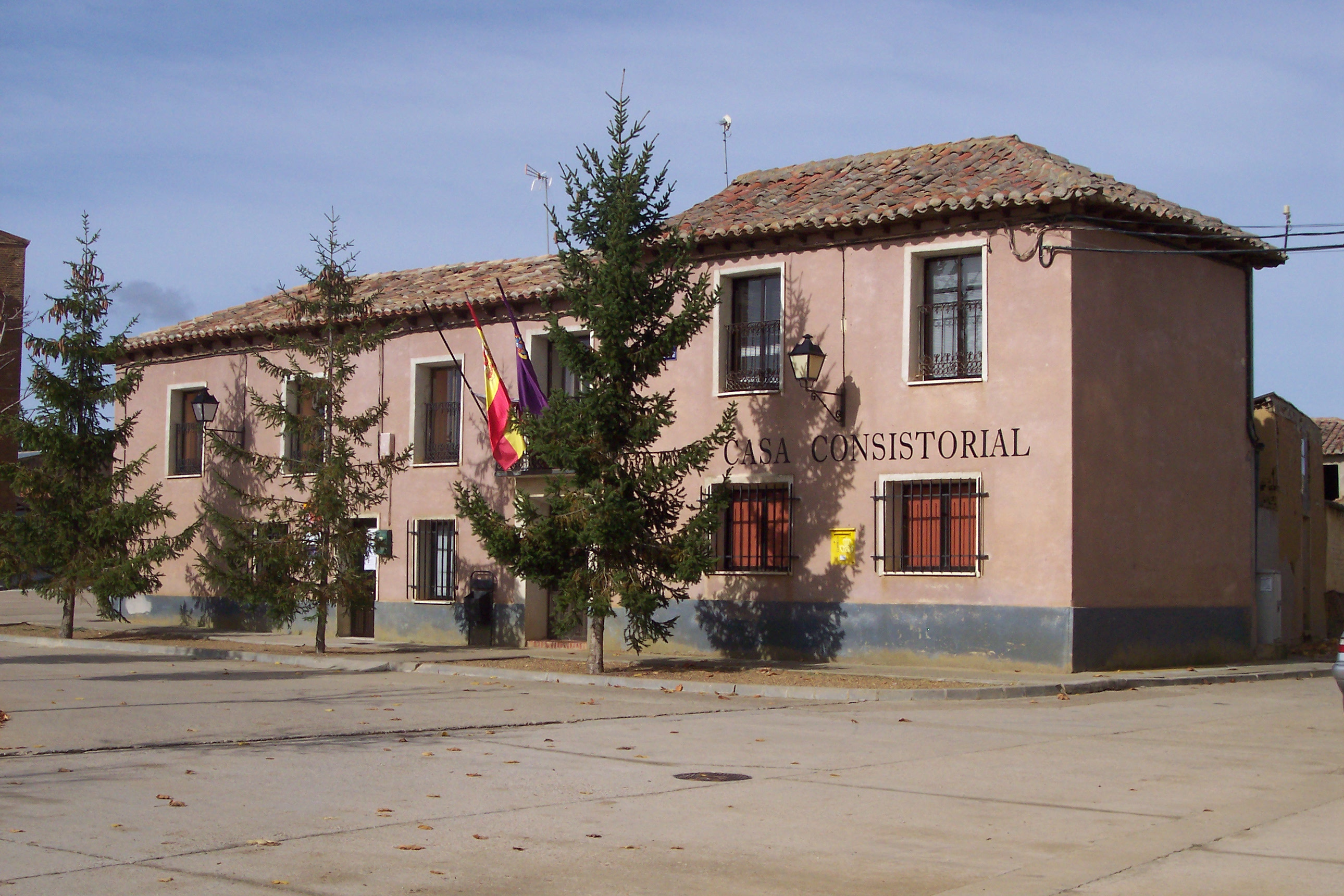
Casa consistorial

San Román de la Cuba pertenece al partido judicial número 1 de la provincia de Palencia, con sede en Palencia, cuya demarcación comprende dicha ciudad más otros municipios de las comarcas limítrofes, y cuenta con seis juzgados de primera instancia e instrucción, dos juzgados de lo social, un juzgado de lo penal, un juzgado de menores y un juzgado de lo contencioso-administrativo.

## Equipamientos y servicios
Educación
El municipio no cuenta con centros educativos por lo que, a nivel de educación infantil y primaria, sus alumnos acuden al CEIP «Carlos Casado del Alisal» de Villada. En cuanto a educación secundaria, sus estudiantes han de acudir al IES de Sahagún. Ambos centros están gestionados por la Consejería de Educación de la Junta de Castilla y León a través de las Direcciones Provinciales de Educación de Palencia y León.
Sanidad y servicios sociales
El sistema sanitario del municipio se presta a través del sistema público de salud, gestionado por Sacyl (Sanidad Castilla y León), mediante un consultorio médico que ofrece varios servicios a la semana, dependiente del centro de salud de Villada. Este cuenta con un servicio de guardia 24 horas y en él se centraliza la zona básica de salud Villada, que atiende a un total de once municipios. La farmacia más cercana se encuentra en la localidad de Cisneros, y en relación con centros hospitalarios, sus habitantes han de acudir a los existentes en la capital provincial como el Hospital de Palencia. En cuanto a servicios sociales, San Román de la Cuba pertenece al Centro de Acción Social (CEAS) de Paredes de Nava-Villada, con sede en el ayuntamiento de Paredes de Nava.

## Cultura

### Patrimonio

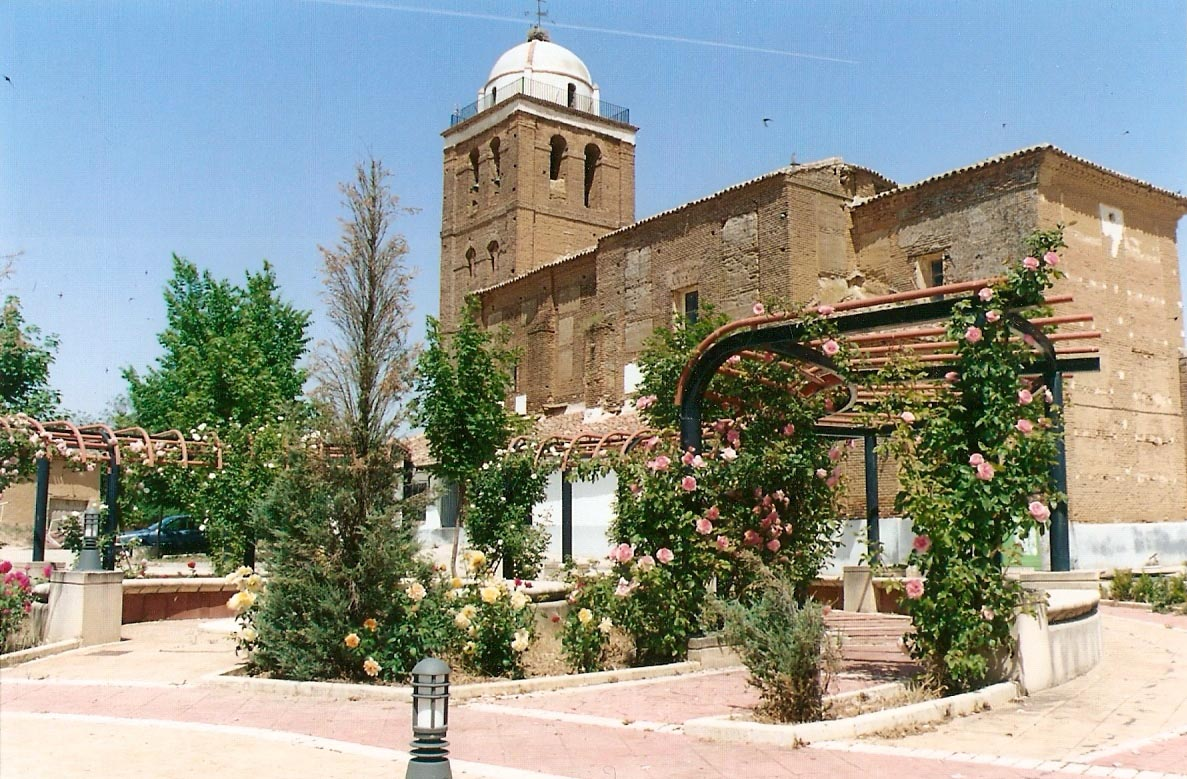
Detalle de la plaza con la iglesia

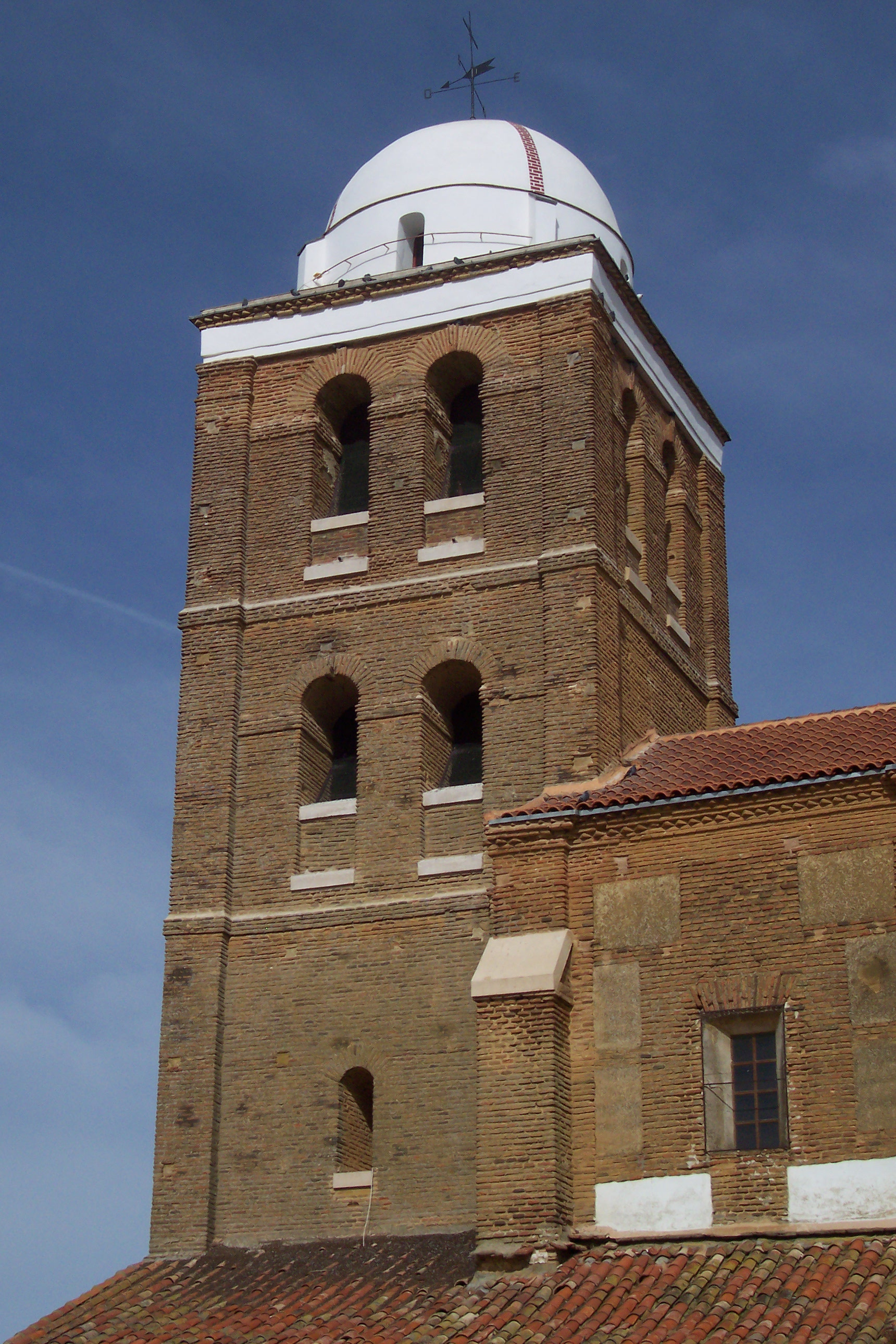
Detalle de la torre

#### Iglesia de San Juan Bautista
Se trata de un templo católico construido en ladrillo en el siglo XVII. Presenta una sola nave, con altar mayor de forma rectangular y coro elevado a los pies, mientras que la cubierta es de bóveda de cañón con lunetos en la nave y de bóveda de arista en el altar mayor. En su interior hay tres retablos barrocos, el mayor y dos laterales. El del lado de la Epístola, de mediados del siglo XVI; el del lado del Evangelio, que es de 1632 y muestra una escultura de la Virgen con el Niño —del tipo Virgen de la Leche— así como una pintura de San Antonio; y el retablo del Presbiterio, en madera sin policromar, con diversas esculturas y pinturas. Posteriormente el edificio ha sido reformado en varias ocasiones: en 1778, en 1990 tras un incencio y en 2008 con la limpieza de la torre y reforma de la cubierta.
En la sacristía hay varios retratos de clérigos y obispos de León. Asimismo, se conserva una cruz parroquial de plata del siglo XVII y una custodia, un cáliz y una campanilla donados en 1736 por José Aparicio Prieto. En el piso de la iglesia se encuentran dos lápidas: la primera, de 1661, pertenece a los padres y abuelos de Francisco Antonio Caballero, natural de la villa y que llegó a ser obispo de Segovia —la fachada de la antigua casona familiar presentaba dos escudos en piedra, uno de los cuales permanece in situ y el otro se trasladó a uno de los muros de la iglesia—. La segunda, de 1667, pertenece al licenciado Juan Abad, capellán de la parroquia, y a su hermano Francisco Abad.

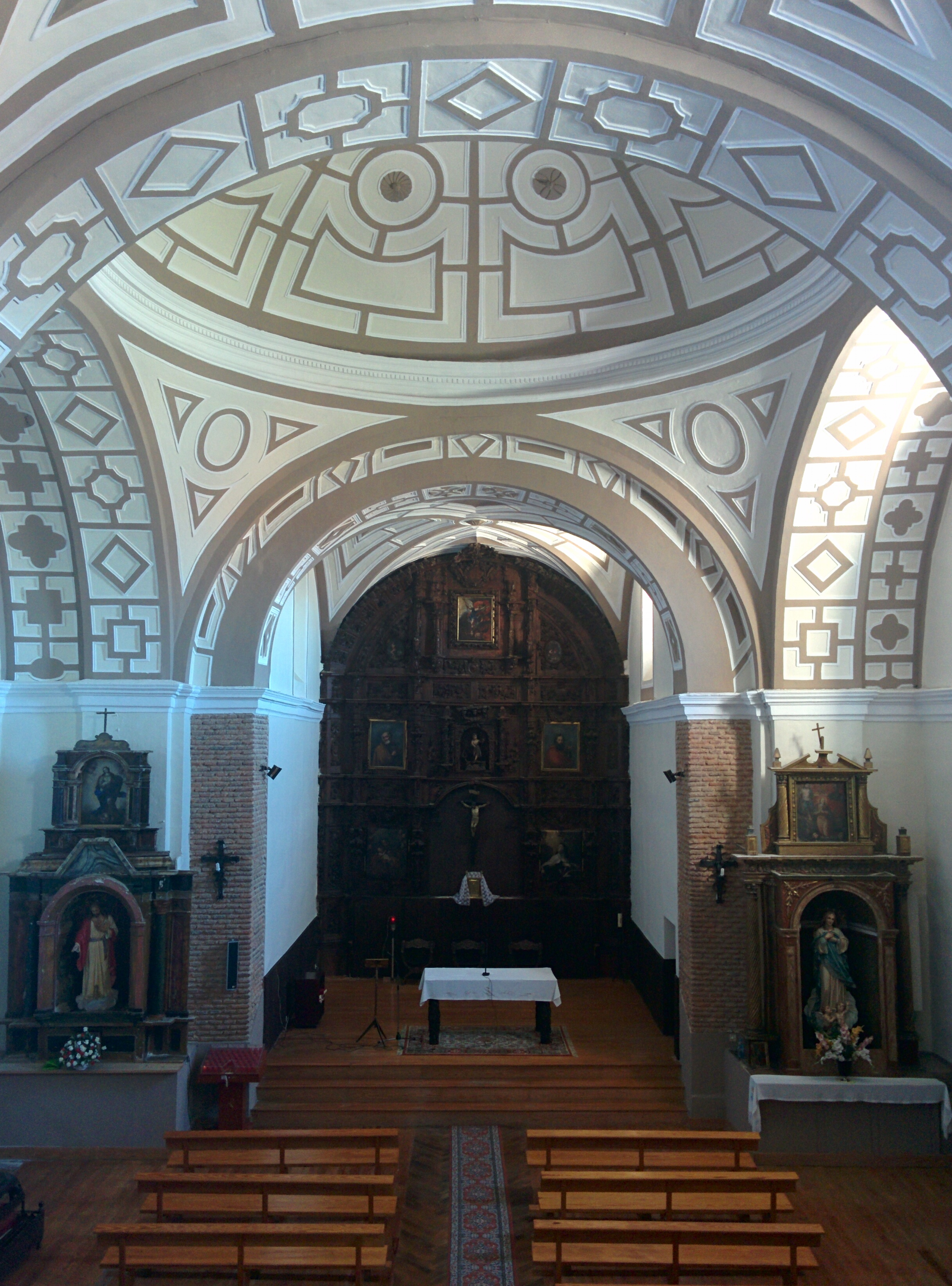
Interior
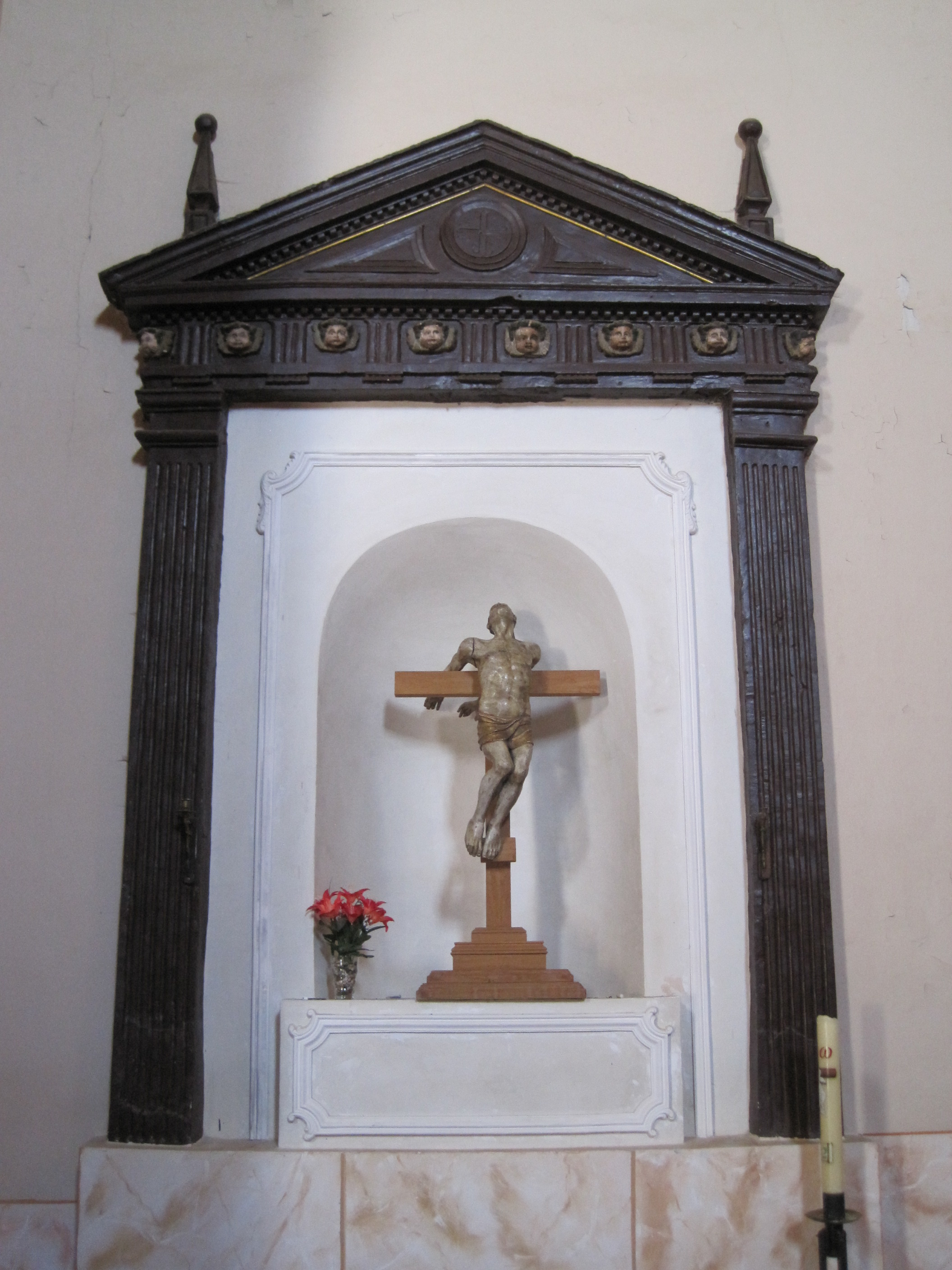
Uno de los retablos
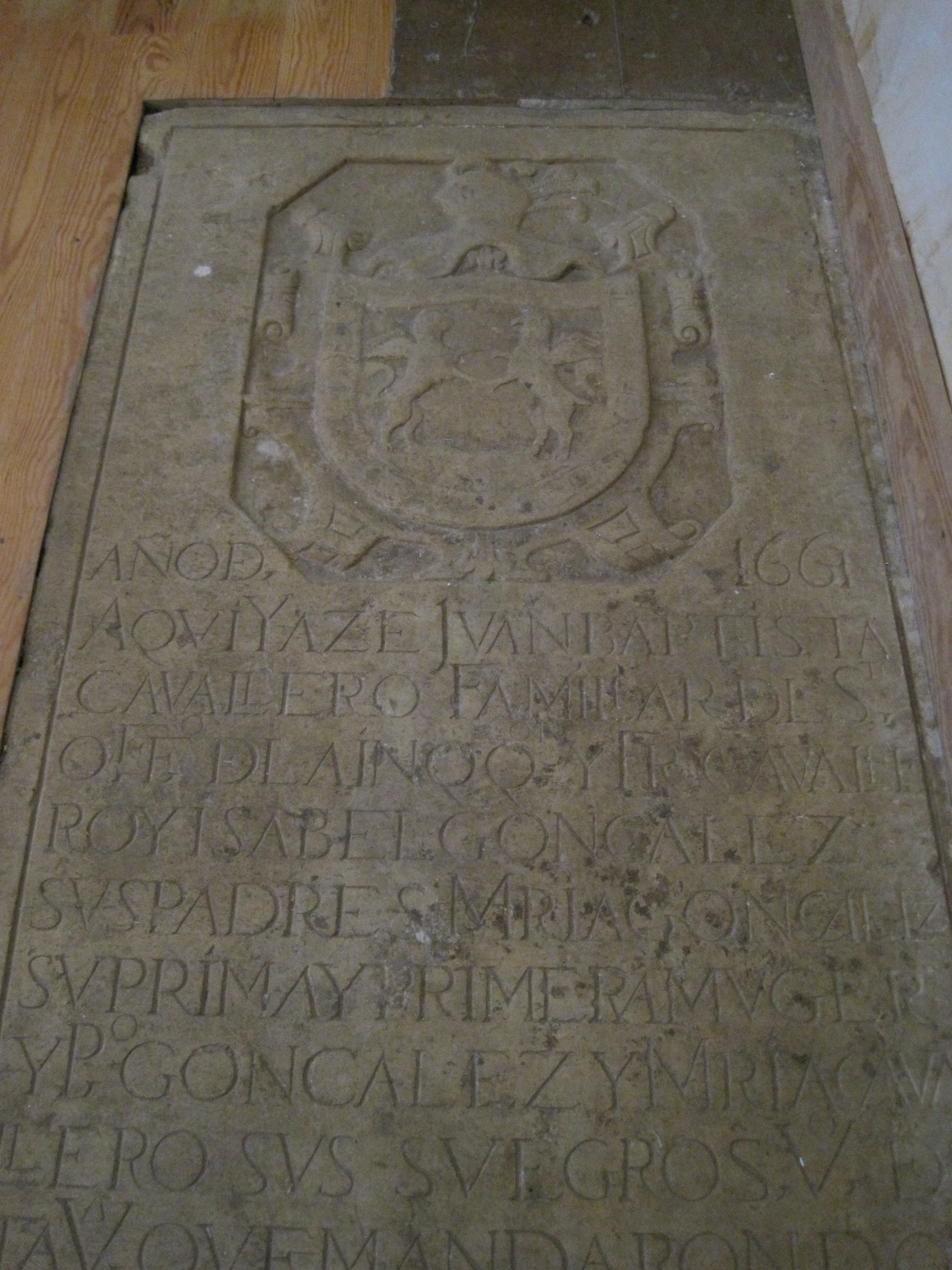
Lápida de la familia Caballero

#### Arquitectura tradicional

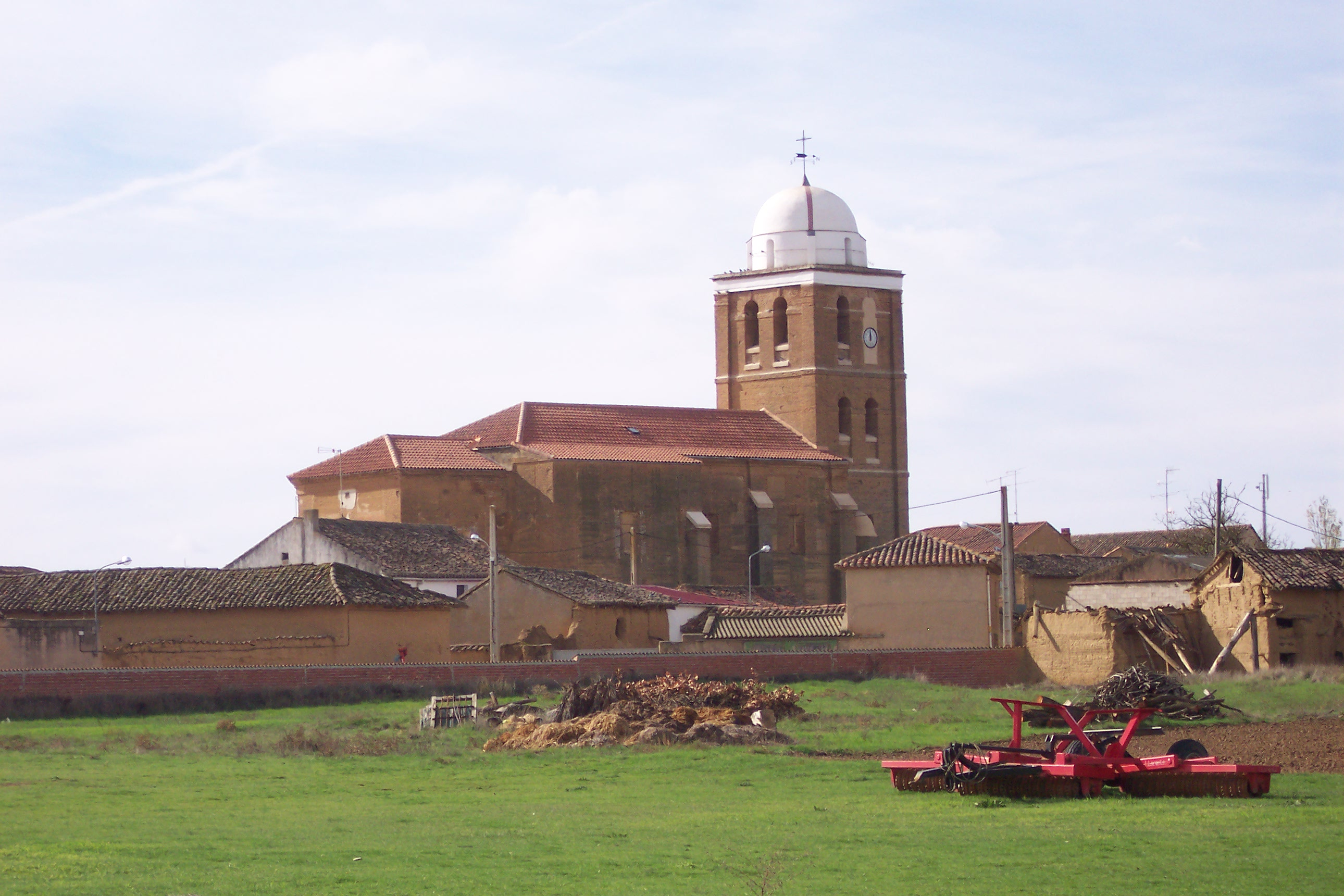
La iglesia desde las eras que rodean la localidad

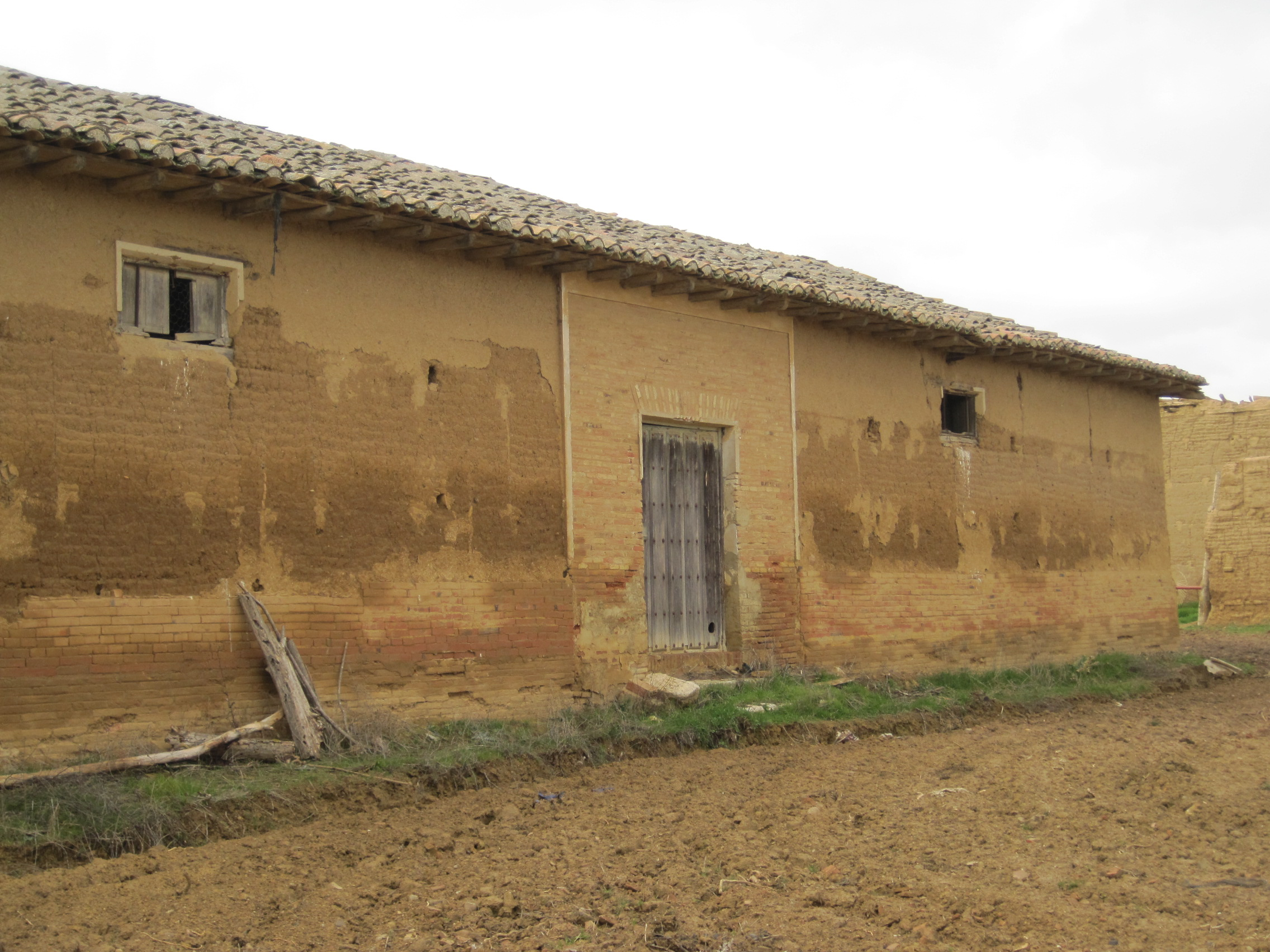
Ejemplo de construcción típica en adobe

La arquitectura tradicional de Tierra de Campos está condicionada por el contexto geográfico en el que se ubica la comarca. Sus tierras arcillosas han hecho que históricamente predomine la llamada «arquitectura del barro» a través del uso de adobes y tapiales. Las viviendas tienen una o dos plantas y la cubierta suele ser de una o dos aguas. Los muros de adobe de la fachada suelen tener un revoque de barro y paja y los huecos en ellos son pocos y pequeños. El sistema más común de calefacción son las llamadas glorias, basadas en los hipocaustos romanos, cuyo uso se vio favorecido por la escasez de madera y la abundante paja resultante de la cosecha.
Entre las construcciones típicas que nos encontramos, además de las viviendas, están los palomares, ampliamente difundidos por Tierra de Campos puesto que hasta el siglo XX han tenido un doble provecho: por un lado la cría de palomas, que formaban parte de la dieta tradicional, y por otro la palomina, usada como abono natural. Estas estructuras, de las cuales hay 7 en el municipio, se componen de un patio interior del cual parten varios muros hacia el exterior. Estos están llenos de agujeros que sirven de nichos para las palomas.

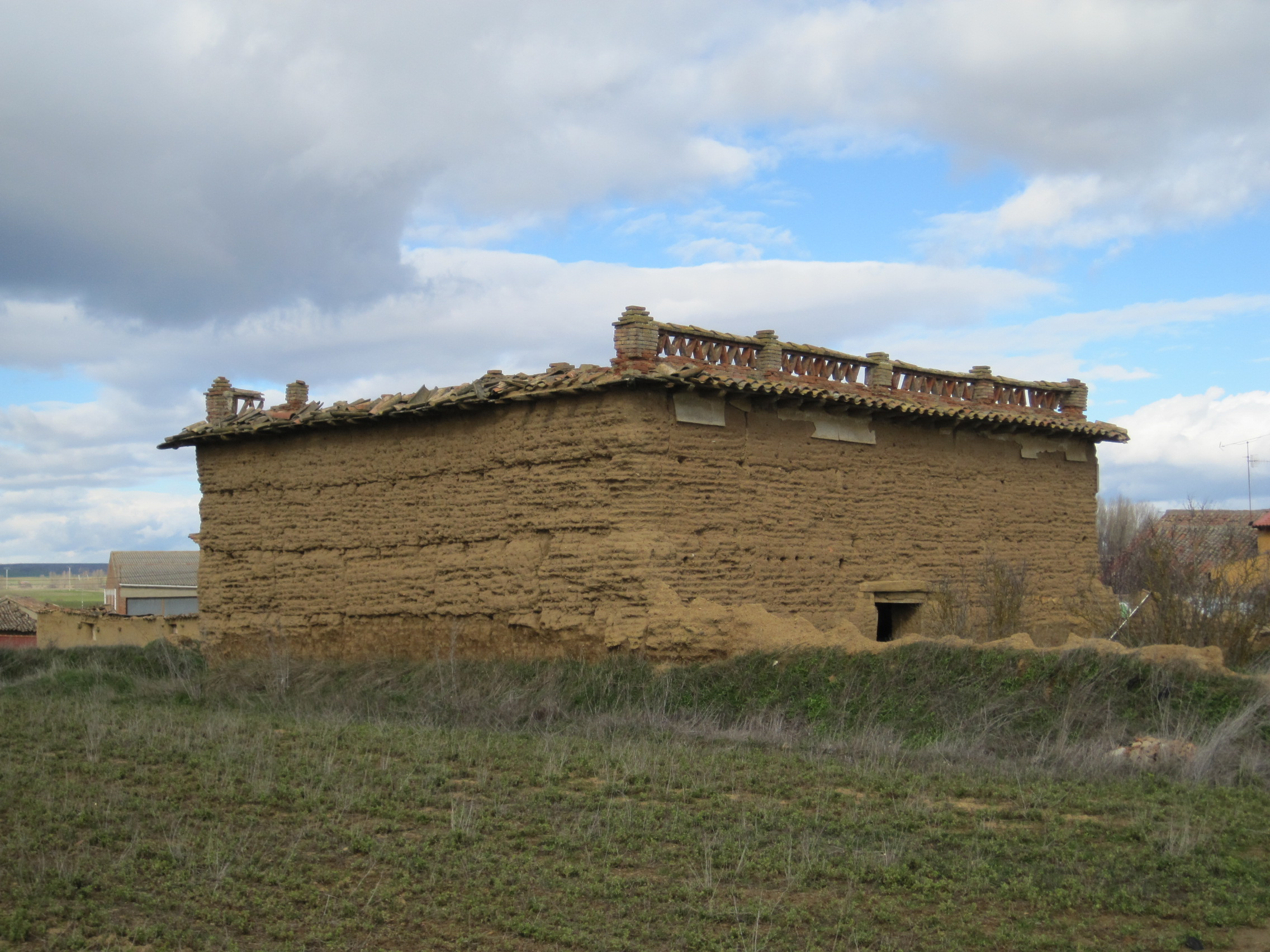
Palomar
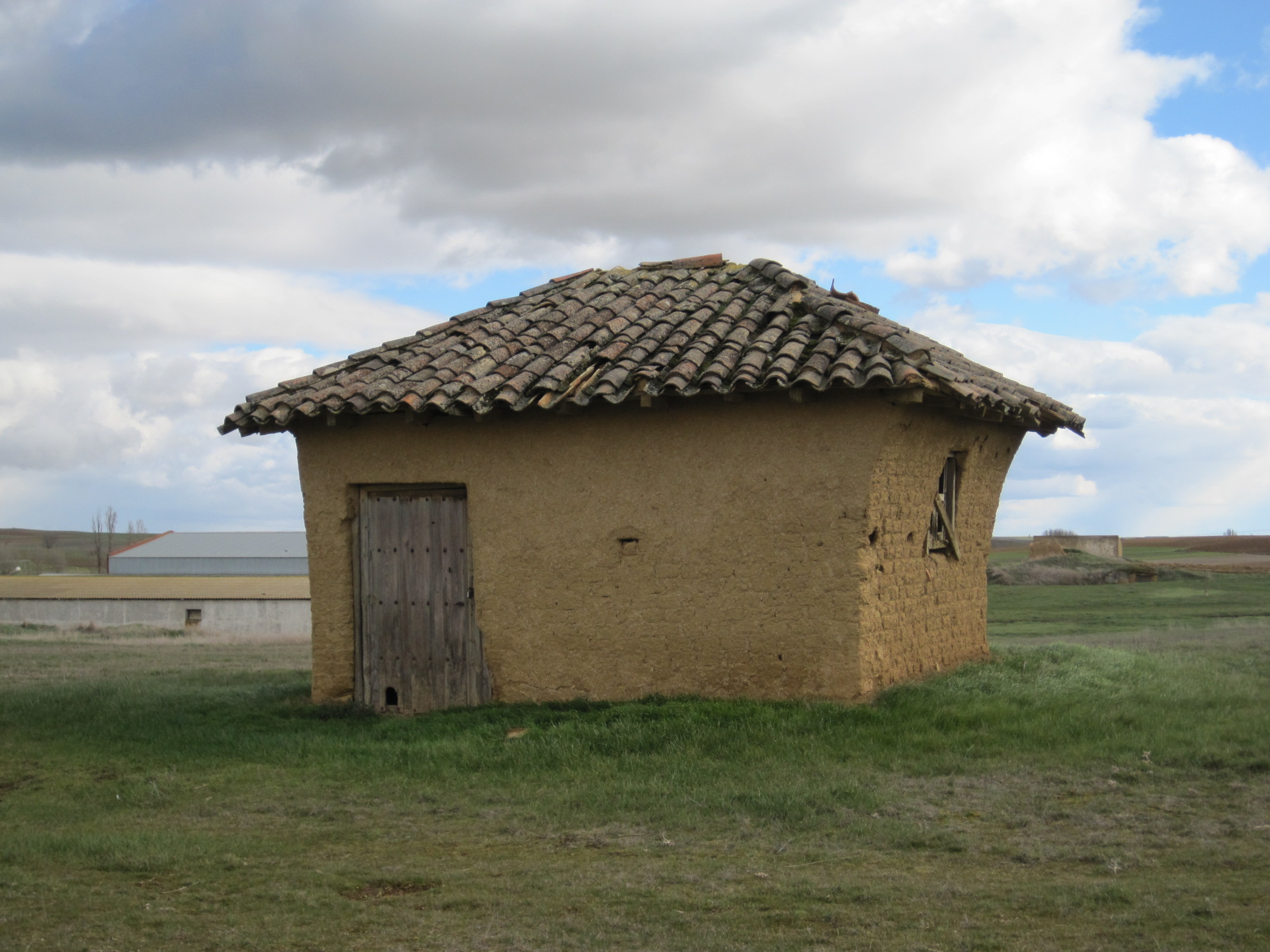
Caseta de las eras

Otro tipo de construcción son las casetas o chozos de las eras. Son construcciones de adobe con forma rectangular o cuadrada, cuyos cuatro muros son ciegos excepto el frontal donde se ubica una puerta de acceso. Presentan una única planta, con cubierta a dos aguas. Su función era la de almacenar los aperos agrícolas y como espacio multiuso durante el periodo de recolección. Por último, las bodegas, que están excavadas en la tierra y se usaban para la crianza del vino, con lagar anexo y respiraderos al exterior; en la actualidad son comúnmente utilizadas como merenderos por las familias.

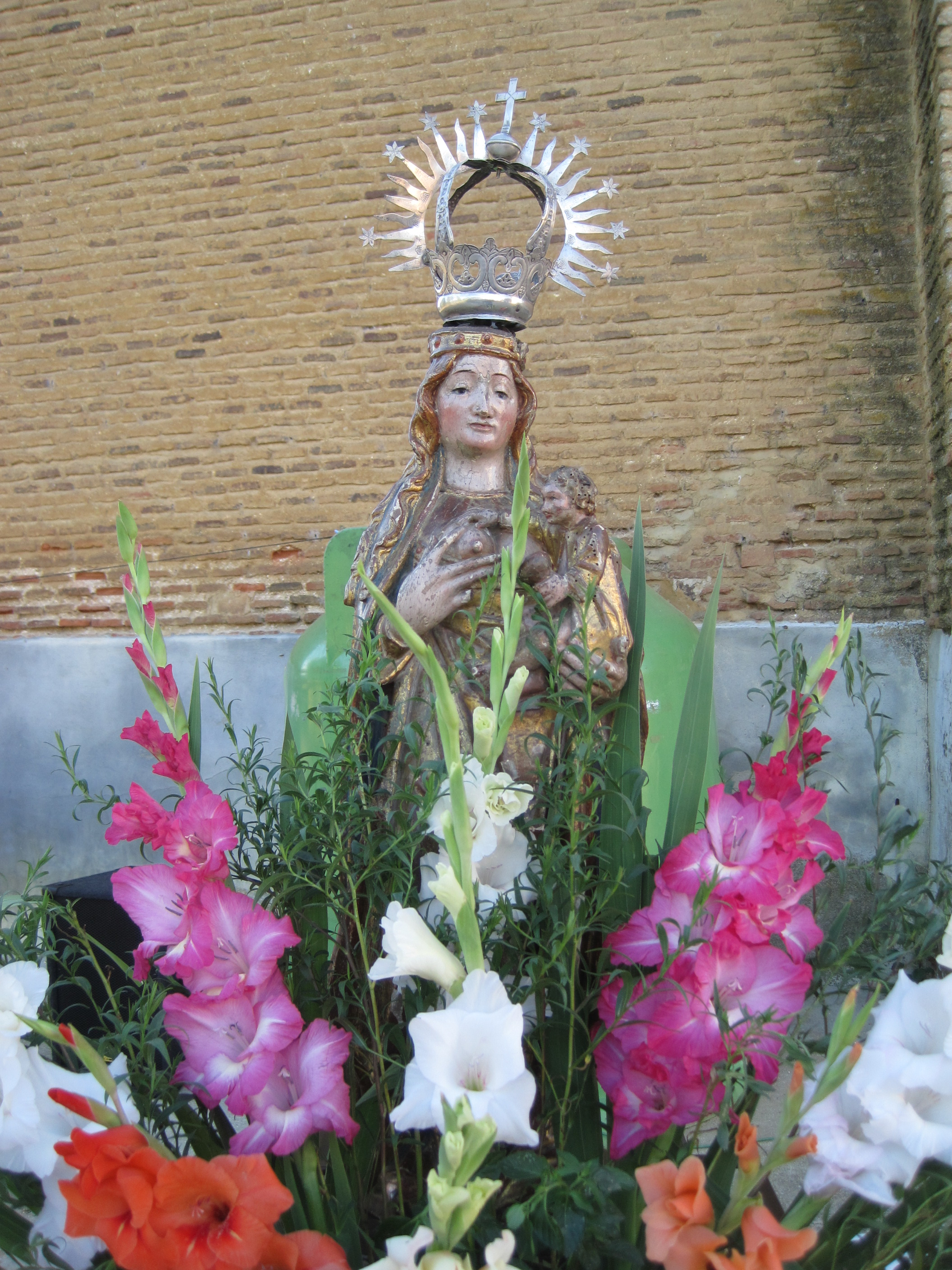
La Virgen del Barrio Arriba, procesionada durante la semana cultural

### Festividades y eventos
La mayoría de las festividades que se celebran en San Román de la Cuba son de carácter religioso, alguna de las cuales de arraigo en el resto del país como la Navidad, la Semana Santa, el Corpus Christi y las fiestas de los santos y vírgenes patrones de cada localidad.
Así, en Semana Santa tienen lugar las procesiones del Domingo de Ramos, el Viernes Santo y el Domingo de Resurrección. El 15 de mayo, como es tradicional en el medio rural, se celebra San Isidro con la procesión y posterior bendición del campo. Sesenta días después de Resurrección tiene lugar la procesión del Corpus Christi y en junio, en fecha variable, se procesiona el Corazón de Jesús. A finales de este mes, y con motivo de la festividad de San Juan Bautista, tienen lugar las fiestas patronales en las que, además de procesión y misa, se programan diversas actividades como actuaciones musicales, chorizada, hinchables para los niños, la tradicional hoguera de San Juan, fuegos artificiales o chocolatada.
A principios del mes de agosto se celebra una semana cultural organizada por la asociación El Cerco de San Román durante la cual se llevan a cabo, en colaboración con el Ayuntamiento y la Diputación, distintas actividades lúdicas y culturales como excursiones, juegos, teatro o talleres. Los últimos días de la misma se prepara una paellada para todos los vecinos y visitantes y se celebra misa y procesión en honor de la Virgen del Barrio Arriba. Durante la semana organizada en 2008, la localidad participó en el concurso de fotografía «Mi pueblo es el mejor», organizado por Diario Palentino, y resultó ganador.

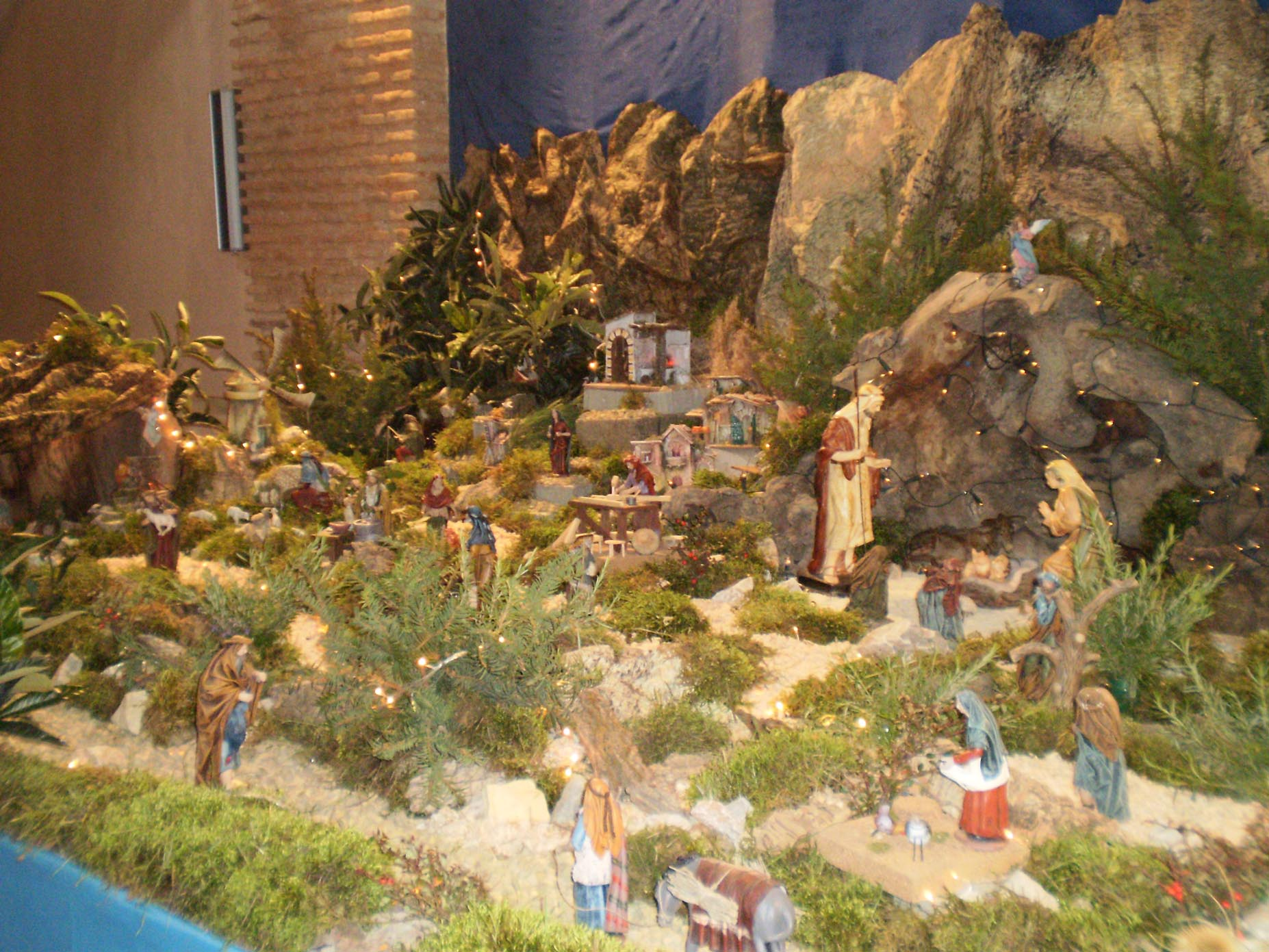
Vista parcial del belén navideño

En noviembre, el día 18 se celebra la festividad de San Román, patrón del municipio, con misa y vino español. Por último, en diciembre se celebra con una procesión la Inmaculada Concepción —la cual también se festeja el último domingo de mayo— y durante el periodo de Navidad se instala un belén en el interior de la iglesia.
Entre las antiguas tradiciones que, generalmente, se han perdido con el paso del tiempo, sobrevive la de ir a las bodegas a «tomar las once» —hacer un descanso a media mañana para almorzar—.

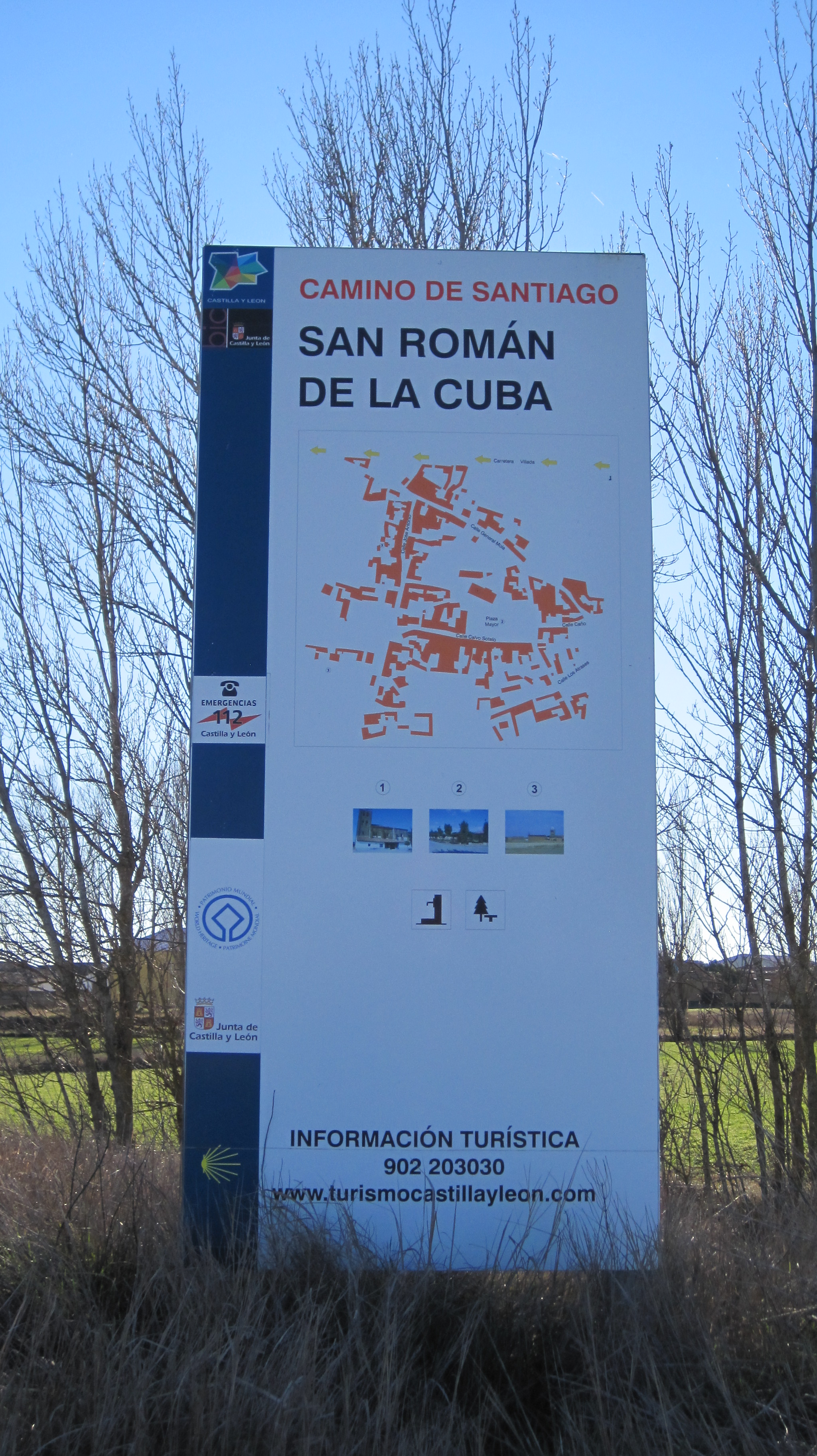
Panel de información del Camino de Santiago

### Camino de Santiago
San Román de la Cuba es lugar de paso del Camino de Santiago según la Carte des Chemins de Saint Jacques de Compostelle, mapa de las rutas a Santiago imaginado, diseñado y falsamento datado en 1648 por el escultor francés Daniel Derveaux en los años setenta. El recorrido que presenta, alternativo al camino tradicional, discurre entre Cervatos de la Cueza y Sahagún atravesando, además de San Román de la Cuba, las localidades de Pozo de Urama, Villada, Pozuelos del Rey, San Pedro de las Dueñas y Grajal de Campos. Este tramo es promocionado por la Junta de Castilla y León dentro del Camino, entre Carrión de los Condes y San Nicolás del Real Camino.

### Gastronomía
La gastronomía en San Román de la Cuba, como en buena parte de Tierra de Campos, está basada en los alimentos que se pueden conseguir localmente. Entre los alimentos de origen animal destacan los productos lácteos, principalmente queso de oveja, huevos y carne, principalmente la obtenida de la matanza —con la que se elaboraban morcillas, chorizos, jijas y lomo adobado—, de la cría de palomas y de la caza. Entre los alimentos de origen vegetal el más importante era el pan de trigo, legumbres como las lentejas (pardina) y frutas cultivadas: manzanas, peras y ciruelas.
Entre los platos típicos destacan, entre otros, el lechazo churro o asado, pichones estofados o perdices en escabeche. Son comunes las orejuelas y flores de carnaval en lo referido a postres, y la limonada y el aguardiente en cuanto a bebidas. El municipio se encuentra dentro de las denominaciones de origen lechazo de Castilla y León, con Indicación Geográfica Protegida desde 1997, y lenteja pardina de Tierra de Campos, con I.G.P. desde 2004.